# Lignes de bus RATP de 300 à 399
Les lignes de bus RATP de 300 à 399 constituent une série de lignes que la Régie autonome des transports parisiens exploite en banlieue. Cependant quelques lignes pénètrent un peu dans Paris à l'intérieur des limites constituées par les boulevards des Maréchaux : 302, 325, 341, 351 et Roissybus (352).

## Lignes 300 à 399
En 2023, seules les lignes 337, 355 et 372 ne sont pas équipées du système d'information en ligne destiné à la régulation et à l'information des voyageurs.

### Lignes 300 à 309
| Ligne | Caractéristiques | Caractéristiques                                                                   | Caractéristiques                                                                   | Caractéristiques                                                                   | Caractéristiques                                                                   | Caractéristiques                                                                   | Caractéristiques                                                                   | Caractéristiques                                                                   | Caractéristiques                                                                   |
| 301   | Bobigny - Pablo Picasso ⥋ Val de Fontenay RER | Bobigny - Pablo Picasso ⥋ Val de Fontenay RER                                      | Bobigny - Pablo Picasso ⥋ Val de Fontenay RER                                      | Bobigny - Pablo Picasso ⥋ Val de Fontenay RER                                      | Bobigny - Pablo Picasso ⥋ Val de Fontenay RER                                      | Bobigny - Pablo Picasso ⥋ Val de Fontenay RER                                      | Bobigny - Pablo Picasso ⥋ Val de Fontenay RER                                      | Bobigny - Pablo Picasso ⥋ Val de Fontenay RER                                      | Bobigny - Pablo Picasso ⥋ Val de Fontenay RER                                      |
| ----- | --- | ---------------------------------------------------------------------------------- | ---------------------------------------------------------------------------------- | ---------------------------------------------------------------------------------- | ---------------------------------------------------------------------------------- | ---------------------------------------------------------------------------------- | ---------------------------------------------------------------------------------- | ---------------------------------------------------------------------------------- | ---------------------------------------------------------------------------------- |
| 301   | Ouverture / Fermeture 29 juillet 1963 / — | Longueur 12 km                                                                     | Durée 40 min                                                                       | Nb. d’arrêts 31                                                                    | Matériel GX 337 ELEC Bluebus 12 Facelift Urbanway 12 Hybride                       | Jours de fonctionnement L, Ma, Me, J, V, S, D                                      | Jour / Soir / Nuit / Fêtes O / O / N / O                                           | Voy. / an 3,60 millions (2 021)                                                    | Centre-bus Les Lilas                                                               |
| 301   | Desserte : - Villes et lieux desservis : Bobigny (Préfecture de Seine-Saint-Denis, Mairie…), Noisy-le-Sec (Mairie), Romainville (Fort de Noisy), Montreuil (Hôpital André-Grégoire, Parc de Montreau, Musée de l'Histoire vivante…), Rosny-sous-Bois (Fort de Rosny), Fontenay-sous-Bois (Cimetière de Vincennes, Complexe sportif Allendé, Quartier d'affaires du Val de Fontenay). - Stations et gares desservies : Bobigny - Pablo Picasso, Hôtel de ville de Bobigny et Libération (T1), Montreuil - Hôpital, La Dhuys, Val de Fontenay. |                                                                                    |                                                                                    |                                                                                    |                                                                                    |                                                                                    |                                                                                    |                                                                                    |                                                                                    |
| 301   | Autre : - Zone traversée : 3. - Arrêts non accessibles aux UFR : Maurice Thorez, Conservatoire Jean Wiener, Trois Communes, Montreuil Hopital, Verdun vers Bobigny, Émile Zola, Charles Garcia vers Fontenay, Général de Gaulle vers Bobigny. - Amplitudes horaires : La ligne fonctionne du lundi au samedi de 5 h 40 à 1 h 10 et les dimanches et fêtes à partir de 6 h 30. - Date de dernière mise à jour : 4 août 2024. |                                                                                    |                                                                                    |                                                                                    |                                                                                    |                                                                                    |                                                                                    |                                                                                    |                                                                                    |
| 301   | Dernière actualisation : — |                                                                                    |                                                                                    |                                                                                    |                                                                                    |                                                                                    |                                                                                    |                                                                                    |                                                                                    |
| 302   | Gare du Nord ⥋ La Courneuve - Six Routes | Gare du Nord ⥋ La Courneuve - Six Routes                                           | Gare du Nord ⥋ La Courneuve - Six Routes                                           | Gare du Nord ⥋ La Courneuve - Six Routes                                           | Gare du Nord ⥋ La Courneuve - Six Routes                                           | Gare du Nord ⥋ La Courneuve - Six Routes                                           | Gare du Nord ⥋ La Courneuve - Six Routes                                           | Gare du Nord ⥋ La Courneuve - Six Routes                                           | Gare du Nord ⥋ La Courneuve - Six Routes                                           |
| 302   | Ouverture / Fermeture 14 décembre 1964 / — | Longueur —                                                                         | Durée 35 min                                                                       | Nb. d’arrêts 23                                                                    | Matériel Urbanway 12 GNV Lion's City 12G Efficient Hybrid GNV                      | Jours de fonctionnement L, Ma, Me, J, V, S                                         | Jour / Soir / Nuit / Fêtes O / O / N / N                                           | Voy. / an 1,51 millions (2 021)                                                    | Centre-bus Aubervilliers                                                           |
| 302   | Desserte : - Villes et lieux desservis : Paris (Gare du Nord, Hôpital Lariboisière, Hôpital Fernand-Widal, Place de la Chapelle, Porte des Poissonniers, Porte de la Chapelle), Saint Denis (Zone d'activités de la Montjoie, Zone d'activités commerciales Nozal-Chaudon, Stade Nelson-Mandela, Stade de France), Aubervilliers et La Courneuve (Place du Général Leclerc, Église Saint-Lucien). - Stations et gares desservies : Paris-Nord, La Chapelle, Marcadet - Poissonniers, Diane Arbus (T3b), Porte de la Chapelle, Front populaire (à distance depuis l'arrêt Encyclopedie-Métallurgie), La Plaine - Stade de France, La Courneuve - Six Routes (T1), La Courneuve - Aubervilliers à proximité de l'arrêt Michelet. |                                                                                    |                                                                                    |                                                                                    |                                                                                    |                                                                                    |                                                                                    |                                                                                    |                                                                                    |
| 302   | Autre : - Zones traversées : 1 à 3. - Arrêts non accessibles aux UFR : Gare du Nord, Saint Bruno vers La Courneuve, Doudeauville, Pont Marcadet, Ordener - Marx Dormoy, Les Roses, Diane Arbus vers La Courneuve, Porte de la Chapelle vers Gare du Nord, Bergeries-Franc Moisin vers La Courneuve, Collège F.Garcia Lorca vers Gare du Nord, Michelet. - Amplitudes horaires : La ligne fonctionne du lundi au samedi uniquement de 5 h 25 à 1 h du matin. - Date de dernière mise à jour : 31 janvier 2025. |                                                                                    |                                                                                    |                                                                                    |                                                                                    |                                                                                    |                                                                                    |                                                                                    |                                                                                    |
| 302   | Dernière actualisation : — |                                                                                    |                                                                                    |                                                                                    |                                                                                    |                                                                                    |                                                                                    |                                                                                    |                                                                                    |
| 303   | Bobigny - Pablo Picasso ⥋ Noisy-le-Grand-Mont d'Est RER | Bobigny - Pablo Picasso ⥋ Noisy-le-Grand-Mont d'Est RER                            | Bobigny - Pablo Picasso ⥋ Noisy-le-Grand-Mont d'Est RER                            | Bobigny - Pablo Picasso ⥋ Noisy-le-Grand-Mont d'Est RER                            | Bobigny - Pablo Picasso ⥋ Noisy-le-Grand-Mont d'Est RER                            | Bobigny - Pablo Picasso ⥋ Noisy-le-Grand-Mont d'Est RER                            | Bobigny - Pablo Picasso ⥋ Noisy-le-Grand-Mont d'Est RER                            | Bobigny - Pablo Picasso ⥋ Noisy-le-Grand-Mont d'Est RER                            | Bobigny - Pablo Picasso ⥋ Noisy-le-Grand-Mont d'Est RER                            |
| 303   | Ouverture / Fermeture 1er septembre 1965 / — | Longueur —                                                                         | Durée 64 min                                                                       | Nb. d’arrêts 50                                                                    | Matériel Urbanway 12                                                               | Jours de fonctionnement L, Ma, Me, J, V, S, D                                      | Jour / Soir / Nuit / Fêtes O / O / N / O                                           | Voy. / an 4,96 millions (2 022)                                                    | Centre-bus Bords de Marne                                                          |
| 303   | Desserte : - Villes et lieux desservis : Bobigny (Préfecture de Seine-Saint-Denis, Centre commercial Bobigny 2, Parc départemental de la Bergère, Palais de Justice, Cité administrative 2), Bondy (Pont de Bondy), Villemomble, Neuilly-sur-Marne (Cimetière), Noisy-le-Grand (Port de Plaisance, Mairie, Quartier Mont d'Est, Centre commercial Les Arcades…). - Stations et gares desservies : Bobigny - Pablo Picasso, Jean Rostand (T1), Auguste Delaune et Pont de Bondy (T1), Bondy, Gagny, Noisy-le-Grand-Mont d'Est. |                                                                                    |                                                                                    |                                                                                    |                                                                                    |                                                                                    |                                                                                    |                                                                                    |                                                                                    |
| 303   | Autre : - Zones traversées : 3 et 4. - Arrêts non accessibles aux UFR : Bobigny-Pablo Picasso, Pont de Bondy vers Bobigny, Denis Papin vers Bobigny, 8 Mai 1945, Pottier (vers Mont-d'Est), Avenue Lucie, Cimetière de Villemomble (itinéraire de soirée, vers Bobigny), Cimetière vers Mont d'Est RER et Place de la Résistance vers Bobigny. - Amplitudes horaires : La ligne fonctionne du lundi au samedi de 5 h à 1 h 20 du matin environ et les dimanches et fêtes à partir de 6 h 15 environ. Les vendredis, samedis et veilles de fête, le service est prolongé d'une heure, se terminant alors à 2 h 20 du matin. - Particularités : Tous les soirs, à partir de 22 h environ, la ligne emprunte un itinéraire spécifique entre les arrêts 8 Mai 1945 et Lycée Georges Clemenceau dans les deux sens de circulation. - Mesure temporaire : En attendant le confortement du pont ferroviaire, la ligne est déviée aux abords de la gare de Bondy. - Date de dernière mise à jour : 24 novembre 2022. |                                                                                    |                                                                                    |                                                                                    |                                                                                    |                                                                                    |                                                                                    |                                                                                    |                                                                                    |
| 303   | Dernière actualisation : — |                                                                                    |                                                                                    |                                                                                    |                                                                                    |                                                                                    |                                                                                    |                                                                                    |                                                                                    |
| 304   | Nanterre - Place de la Boule ⥋ Asnières - Gennevilliers - Les Courtilles | Nanterre - Place de la Boule ⥋ Asnières - Gennevilliers - Les Courtilles           | Nanterre - Place de la Boule ⥋ Asnières - Gennevilliers - Les Courtilles           | Nanterre - Place de la Boule ⥋ Asnières - Gennevilliers - Les Courtilles           | Nanterre - Place de la Boule ⥋ Asnières - Gennevilliers - Les Courtilles           | Nanterre - Place de la Boule ⥋ Asnières - Gennevilliers - Les Courtilles           | Nanterre - Place de la Boule ⥋ Asnières - Gennevilliers - Les Courtilles           | Nanterre - Place de la Boule ⥋ Asnières - Gennevilliers - Les Courtilles           | Nanterre - Place de la Boule ⥋ Asnières - Gennevilliers - Les Courtilles           |
| 304   | Ouverture / Fermeture 2 octobre 1972 / — | Longueur 12,14 km                                                                  | Durée 45 min                                                                       | Nb. d’arrêts 34                                                                    | Matériel Citywide LFA GNV                                                          | Jours de fonctionnement L, Ma, Me, J, V, S, D                                      | Jour / Soir / Nuit / Fêtes O / O / N / O                                           | Voy. / an 5,96 millions (2 022)                                                    | Centre-bus Nanterre                                                                |
| 304   | Desserte : - Villes et lieux desservis : Nanterre (Place de la Boule, Préfecture des Hauts-de-Seine, Gymnase Léo-Lagrange, Mairie, Cité scolaire Joliot-Curie, Palais des sports Maurice-Thorez, Clinique de La Défense, Hôpital Max-Fourestier, Colombes (Quartier du Petit-Colombes, Zone industrielle La Prairie, Hôpital Louis-Mourier, Église, Mairie...), Bois-Colombes, Gennevilliers, Asnières-sur-Seine (Complexe sportif Léo-Lagrange…). - Stations et gares desservies : Nanterre-Université, Victor Basch et Parc Pierre Lagravère (T2), Colombes, Quatre Routes (T1), Les Courtilles. |                                                                                    |                                                                                    |                                                                                    |                                                                                    |                                                                                    |                                                                                    |                                                                                    |                                                                                    |
| 304   | Autre : - Zone traversée : 3. - Arrêts non accessibles aux UFR : Nanterre-Place de la Boule Clémenceau (terminus de montée), Nanterre - Place de la Boule (terminus de descente), Place de la Boule - Joliot Curie, Place des Papeteries, Audra vers Les Courtilles, Les Renouillers et Eglise de Colombes. - Amplitudes horaires : La ligne fonctionne du lundi au samedi de 5 h 30 à 1 h 20 et les dimanches et fêtes à partir de 6 h 30 environ. Les vendredis, samedis et veilles de fête, le service est prolongé d'une heure pour se terminer à 2 h 20. - Particularités : Du lundi au vendredi, entre 16 h 30 et 19 h 30 (vers Asnières - Gennevilliers uniquement), la ligne emprunte un itinéraire spécifique entre Victor Basch et Zone industrielle. L'arrêt intermédiaire Parc Pierre Lagravère n'est donc plus desservi. - Date de dernière mise à jour : 23 juillet 2025. |                                                                                    |                                                                                    |                                                                                    |                                                                                    |                                                                                    |                                                                                    |                                                                                    |                                                                                    |
| 304   | Dernière actualisation : — |                                                                                    |                                                                                    |                                                                                    |                                                                                    |                                                                                    |                                                                                    |                                                                                    |                                                                                    |
| 306   | Saint-Maur - Créteil RER ⥋ Noisy-le-Grand-Mont d'Est RER | Saint-Maur - Créteil RER ⥋ Noisy-le-Grand-Mont d'Est RER                           | Saint-Maur - Créteil RER ⥋ Noisy-le-Grand-Mont d'Est RER                           | Saint-Maur - Créteil RER ⥋ Noisy-le-Grand-Mont d'Est RER                           | Saint-Maur - Créteil RER ⥋ Noisy-le-Grand-Mont d'Est RER                           | Saint-Maur - Créteil RER ⥋ Noisy-le-Grand-Mont d'Est RER                           | Saint-Maur - Créteil RER ⥋ Noisy-le-Grand-Mont d'Est RER                           | Saint-Maur - Créteil RER ⥋ Noisy-le-Grand-Mont d'Est RER                           | Saint-Maur - Créteil RER ⥋ Noisy-le-Grand-Mont d'Est RER                           |
| 306   | Ouverture / Fermeture 1er mai 1986 / — | Longueur —                                                                         | Durée 60 min                                                                       | Nb. d’arrêts 37                                                                    | Matériel GX 337 GNV Urbanway 12 GNV                                                | Jours de fonctionnement L, Ma, Me, J, V, S, D                                      | Jour / Soir / Nuit / Fêtes O / O / N / O                                           | Voy. / an 3,67 millions (2 022)                                                    | Centre-bus Saint-Maur                                                              |
| 306   | Desserte : - Villes et lieux desservis : Saint-Maur-des-Fossés, Champigny-sur-Marne (Mairie, Marché, Centre commercial, Parc départemental du Plateau…), Villiers-sur-Marne (Mairie…), Noisy-le-Grand (Cimetière…). - Gares desservies : Saint-Maur - Créteil, Champigny, Villiers-sur-Marne - Le Plessis-Trévise, Noisy-le-Grand-Mont d'Est. |                                                                                    |                                                                                    |                                                                                    |                                                                                    |                                                                                    |                                                                                    |                                                                                    |                                                                                    |
| 306   | Autre : - Zones traversées : 3 et 4. - Arrêts non accessibles aux UFR : Saint-Maur - Créteil RER, Rue du Monument, Beau Site, Mairie de Villiers-sur-Marne vers Saint-Maur, Route de Bry - Aristide Briand vers Saint-Maur, Léon Bourgeois vers Saint-Maur, Cimetière de Noisy-le-Grand. - Amplitudes horaires : La ligne fonctionne du lundi au samedi de 5 h 30 et 1 h 25 et les dimanches et fêtes à partir de 6 h 15. - Date de dernière mise à jour : 16 janvier 2025. |                                                                                    |                                                                                    |                                                                                    |                                                                                    |                                                                                    |                                                                                    |                                                                                    |                                                                                    |
| 306   | Dernière actualisation : — |                                                                                    |                                                                                    |                                                                                    |                                                                                    |                                                                                    |                                                                                    |                                                                                    |                                                                                    |
| 308   | Créteil - Préfecture du Val-de-Marne ⥋ Villiers-sur-Marne - Le Plessis-Trévise RER | Créteil - Préfecture du Val-de-Marne ⥋ Villiers-sur-Marne - Le Plessis-Trévise RER | Créteil - Préfecture du Val-de-Marne ⥋ Villiers-sur-Marne - Le Plessis-Trévise RER | Créteil - Préfecture du Val-de-Marne ⥋ Villiers-sur-Marne - Le Plessis-Trévise RER | Créteil - Préfecture du Val-de-Marne ⥋ Villiers-sur-Marne - Le Plessis-Trévise RER | Créteil - Préfecture du Val-de-Marne ⥋ Villiers-sur-Marne - Le Plessis-Trévise RER | Créteil - Préfecture du Val-de-Marne ⥋ Villiers-sur-Marne - Le Plessis-Trévise RER | Créteil - Préfecture du Val-de-Marne ⥋ Villiers-sur-Marne - Le Plessis-Trévise RER | Créteil - Préfecture du Val-de-Marne ⥋ Villiers-sur-Marne - Le Plessis-Trévise RER |
| 308   | Ouverture / Fermeture 1er mai 1986 / — | Longueur 20 km                                                                     | Durée 64 min                                                                       | Nb. d’arrêts 46                                                                    | Matériel Urbino 18 GNC Lion's City 12G Efficient Hybrid                            | Jours de fonctionnement L, Ma, Me, J, V, S, D                                      | Jour / Soir / Nuit / Fêtes O / O / N / O                                           | Voy. / an 6,96 millions (2 022)                                                    | Centre-bus Créteil                                                                 |
| 308   | Desserte : - Villes et lieux desservis : Créteil (Préfecture du Val-de-Marne, Centre commercial Créteil Soleil…), Bonneuil-sur-Marne (Parc départemental du Rancy, Mairie…), Sucy-en-Brie (Zone d'activités des Portes de Sucy, Stade Paul-Meyer, Centre administratif…), Ormesson-sur-Marne (Parc départemental du Morbras…), Chennevières-sur-Marne (Mairie, Zone industrielle, Stade Aristide-Briand, COSEC, Lycée Champlain…), Champigny-sur-Marne (Le Bois-l'Abbé, Les Mordacs, Cimetière, …), Villiers-sur-Marne. - Stations et gares desservies : Créteil - Préfecture, Petits Carreaux (393), Sucy - Bonneuil, Villiers-sur-Marne - Le Plessis-Trévise. |                                                                                    |                                                                                    |                                                                                    |                                                                                    |                                                                                    |                                                                                    |                                                                                    |                                                                                    |
| 308   | Autre : - Zones traversées : 3 et 4. - Arrêts non accessibles aux UFR: Créteil-Préfecture du Val-de-Marne, Métro-Créteil-Préfecture, Roland Cauchy, Cité Verte-Grand Val, Place Degas, Rue de l'Ancien Moulin et Rabelais, Lycée Saint-Exupéry, Emouleuses, Jean Moulin, La Fosse Rouge, Rue de Noiseau, 8 Mai 1945, Hôtel de Ville de Chennevières, Claude Bernard, Houdon et Voltaire vers Créteil, Olivier d'Ormesson, Noiseau-Amboille et Dr Bring vers Villiers-sur-Marne. - Amplitudes horaires : La ligne fonctionne du lundi au samedi de 4 h 55 à 2 h 5 du matin environ et les dimanches et fêtes à partir de 5 h 55 environ. Les vendredis, samedis et veilles de fête, le service est prolongé d'une heure, se terminant alors à 3 h 5 du matin. - Date de dernière mise à jour : 12 février 2025. |                                                                                    |                                                                                    |                                                                                    |                                                                                    |                                                                                    |                                                                                    |                                                                                    |                                                                                    |
| 308   | Dernière actualisation : — |                                                                                    |                                                                                    |                                                                                    |                                                                                    |                                                                                    |                                                                                    |                                                                                    |                                                                                    |

### Lignes 310 à 319
| Ligne | Caractéristiques | Caractéristiques | Caractéristiques | Caractéristiques | Caractéristiques | Caractéristiques | Caractéristiques | Caractéristiques | Caractéristiques |
| 310   | Noisy - Champs RER ⥋ Les Yvris-Noisy-le-Grand RER | Noisy - Champs RER ⥋ Les Yvris-Noisy-le-Grand RER                                                                                                   | Noisy - Champs RER ⥋ Les Yvris-Noisy-le-Grand RER                                                                                                   | Noisy - Champs RER ⥋ Les Yvris-Noisy-le-Grand RER                                                                                                   | Noisy - Champs RER ⥋ Les Yvris-Noisy-le-Grand RER                                                                                                   | Noisy - Champs RER ⥋ Les Yvris-Noisy-le-Grand RER                                                                                                   | Noisy - Champs RER ⥋ Les Yvris-Noisy-le-Grand RER                                                                                                   | Noisy - Champs RER ⥋ Les Yvris-Noisy-le-Grand RER                                                                                                   | Noisy - Champs RER ⥋ Les Yvris-Noisy-le-Grand RER                                                                                                   |
| ----- | --- | --- | --- | --- | --- | --- | --- | --- | --- |
| 310   | Ouverture / Fermeture 3 septembre 2012 / — | Longueur — | Durée 25-46 min | Nb. d’arrêts 20 | Matériel Lion's City 12G Efficient Hybrid GNV | Jours de fonctionnement L, Ma, Me, J, V, S, D | Jour / Soir / Nuit / Fêtes O / O / N / O | Voy. / an 1,11 millions (2 021) | Centre-bus Bussy |
| 310   | Desserte : - Villes et lieux desservis : Noisy-le-Grand et Villiers-sur-Marne. - Gares desservies : Noisy - Champs, Noisy-le-Grand-Mont d'Est, Les Yvris-Noisy-le-Grand. | | | | | | | | |
| 310   | Autre : - Zone traversée : 4. - Arrêts non accessibles aux UFR : Mairie de Noisy-le-Grand, Cimetière de Noisy-le-Grand, Place du Combat, Les Richardets - Centre, Chapelle, Les Graviers, Collège des Yvris. - Amplitudes horaires : La ligne fonctionne du lundi au samedi de 4 h 55 à 0 h 10, et les dimanches et fêtes de 6 h 55 à 13 h 15. - Particularités : Depuis le 21 octobre 2019, l'itinéraire est modifié entre Les Richardets - Centre et Les Yvris-Noisy-le-Grand RER. Deux points d'arrêts sont déplacés, un point est supprimé et trois points sont créés. - Date de dernière mise à jour : 2 octobre 2023. | | | | | | | | |
| 310   | Dernière actualisation : — | | | | | | | | |
| 311   | Noisiel RER ⥋ Chelles - Terre Ciel via Gare de Vaires - Torcy | Noisiel RER ⥋ Chelles - Terre Ciel via Gare de Vaires - Torcy                                                                                       | Noisiel RER ⥋ Chelles - Terre Ciel via Gare de Vaires - Torcy                                                                                       | Noisiel RER ⥋ Chelles - Terre Ciel via Gare de Vaires - Torcy                                                                                       | Noisiel RER ⥋ Chelles - Terre Ciel via Gare de Vaires - Torcy                                                                                       | Noisiel RER ⥋ Chelles - Terre Ciel via Gare de Vaires - Torcy                                                                                       | Noisiel RER ⥋ Chelles - Terre Ciel via Gare de Vaires - Torcy                                                                                       | Noisiel RER ⥋ Chelles - Terre Ciel via Gare de Vaires - Torcy                                                                                       | Noisiel RER ⥋ Chelles - Terre Ciel via Gare de Vaires - Torcy                                                                                       |
| 311   | Ouverture / Fermeture 3 avril 2023 / — | Longueur — | Durée 32 min | Nb. d’arrêts 17 | Matériel Lion's City GNV | Jours de fonctionnement L, Ma, Me, J, V, S, D | Jour / Soir / Nuit / Fêtes O / O / N / O | Voy. / an — | Centre-bus Bussy |
| 311   | Desserte : - Villes et lieux desservis : Noisiel, Torcy, Vaires-sur-Marne, Brou-sur-Chantereine et Chelles. - Gares desservies : Noisiel, Vaires - Torcy. | | | | | | | | |
| 311   | Autre : - Zone traversée : 5. - Arrêts non accessibles aux UFR : Tous. - Amplitudes horaires : La ligne fonctionne du lundi au samedi de 5 h 45 à 22 h 50 et les dimanches et fêtes de 6 h 50 à 21 h 20. La portion Gare de Vaires - Terre Ciel est desservie du lundi au vendredi de 8 h 10 à 20 h 10, le samedi de 8 h 20 à 20 h 30 et tous les dimanches et fêtes de l'année de 8 h 20 à 19 h 50. - Notes : Le 3 avril 2023, la ligne est créée en reprenant l'itinéraire abandonné de la ligne 211 entre Les Cantines et Chelles - Terre Ciel via la gare de Noisiel. - Date de dernière mise à jour : 10 janvier 2024. | | | | | | | | |
| 311   | Dernière actualisation : — | | | | | | | | |
| 312   | (Circulaire) Noisy - Champs RER - Descartes ⥋ via Mairie de Champs et Les Yvris RER | (Circulaire) Noisy - Champs RER - Descartes ⥋ via Mairie de Champs et Les Yvris RER                                                                 | (Circulaire) Noisy - Champs RER - Descartes ⥋ via Mairie de Champs et Les Yvris RER                                                                 | (Circulaire) Noisy - Champs RER - Descartes ⥋ via Mairie de Champs et Les Yvris RER                                                                 | (Circulaire) Noisy - Champs RER - Descartes ⥋ via Mairie de Champs et Les Yvris RER                                                                 | (Circulaire) Noisy - Champs RER - Descartes ⥋ via Mairie de Champs et Les Yvris RER                                                                 | (Circulaire) Noisy - Champs RER - Descartes ⥋ via Mairie de Champs et Les Yvris RER                                                                 | (Circulaire) Noisy - Champs RER - Descartes ⥋ via Mairie de Champs et Les Yvris RER                                                                 | (Circulaire) Noisy - Champs RER - Descartes ⥋ via Mairie de Champs et Les Yvris RER                                                                 |
| 312   | Ouverture / Fermeture 1er octobre 1995 / — | Longueur — | Durée 47-56 min | Nb. d’arrêts 34 | Matériel Lion's City GNV | Jours de fonctionnement L, Ma, Me, J, V, S | Jour / Soir / Nuit / Fêtes O / O / N / N | Voy. / an 0,63 millions (2 021) | Centre-bus Bussy |
| 312   | Desserte : - Villes et lieux desservis : Gournay-sur-Marne, Champs-sur-Marne (Cité Descartes, Lycée René-Descartes, Collège Armand-Lanoux, Mairie, Château et Parc de Champs), Émerainville (Malnoue), Noisy-le-Grand (Les Charmilles, les Richardets, les Yvris). - Gares desservies : Les Yvris-Noisy-le-Grand, Noisy - Champs. | | | | | | | | |
| 312   | Autre : - Zone traversée : 4. - Arrêts non accessibles aux UFR : Lycée René Descartes, Fontaine aux Coulons (circuit intérieur), Les Vignes de Bailly, Malnoue - Ancien Monastère, Malnoue - Place A.Legemble, Malnoue - Bois des Souches (circuit extérieur), Victor Hugo, Les Richardets - Centre, Chapelle, Montgolfière, La Butte aux Cailles, Einstein - Galilée (circuit extérieur), Espace Descartes (circuit extérieur). - Amplitudes horaires : La ligne fonctionne : - du lundi au samedi de 5 h 30 à 23 h 15 (pour le circuit intérieur) ; - du lundi au vendredi de 5 h 25 à 23 h 35 et les samedis à partir de 5 h 45 (pour le circuit extérieur). - Particularités : La ligne, exploitée en commun avec la ligne 212, effectue deux circuits indépendants : - Circuit intérieur : Noisy-Champs RER → Rond-Point des Pyramides → Mairie de Champs → Malnoue → Les Yvris RER → Bois de l'Étang-Université → Noisy-Champs RER. - Circuit extérieur : Noisy-Champs RER → Bois de l'Étang-Université → Les Yvris RER → Malnoue → Mairie de Champs → Rond-Point des Pyramides → Noisy-Champs RER. - Depuis le 21 octobre 2019, l'itinéraire est modifié pour desservir le quartier des Richardets. Deux points d'arrêts sont créés et un point est déplacé. - Date de dernière mise à jour : 12 avril 2021. | | | | | | | | |
| 312   | Dernière actualisation : — | | | | | | | | |
| 317   | Hôtel de Ville de Créteil ⥋ Le Parc de Saint-Maur RER (terminus les dimanches et jours fériés) / Nogent - Le Perreux RER | Hôtel de Ville de Créteil ⥋ Le Parc de Saint-Maur RER (terminus les dimanches et jours fériés) / Nogent - Le Perreux RER                            | Hôtel de Ville de Créteil ⥋ Le Parc de Saint-Maur RER (terminus les dimanches et jours fériés) / Nogent - Le Perreux RER                            | Hôtel de Ville de Créteil ⥋ Le Parc de Saint-Maur RER (terminus les dimanches et jours fériés) / Nogent - Le Perreux RER                            | Hôtel de Ville de Créteil ⥋ Le Parc de Saint-Maur RER (terminus les dimanches et jours fériés) / Nogent - Le Perreux RER                            | Hôtel de Ville de Créteil ⥋ Le Parc de Saint-Maur RER (terminus les dimanches et jours fériés) / Nogent - Le Perreux RER                            | Hôtel de Ville de Créteil ⥋ Le Parc de Saint-Maur RER (terminus les dimanches et jours fériés) / Nogent - Le Perreux RER                            | Hôtel de Ville de Créteil ⥋ Le Parc de Saint-Maur RER (terminus les dimanches et jours fériés) / Nogent - Le Perreux RER                            | Hôtel de Ville de Créteil ⥋ Le Parc de Saint-Maur RER (terminus les dimanches et jours fériés) / Nogent - Le Perreux RER                            |
| 317   | Ouverture / Fermeture 31 mars 1969 / — | Longueur — | Durée 32-42 (20) min | Nb. d’arrêts 27 (14) | Matériel Lion's City GNV | Jours de fonctionnement L, Ma, Me, J, V, S, D | Jour / Soir / Nuit / Fêtes O / O / N / O | Voy. / an 1,75 millions (2 021) | Centre-bus Créteil |
| 317   | Desserte : - Villes et lieux desservis : Créteil (Mairie, Préfecture du Val-de-Marne, Centre Commercial Créteil Soleil, Base de Loisirs, Université Paris XII, Parc départemental Dupeyroux, Hôpital intercommunal), Saint-Maur-des-Fossés (Mairie), Champigny-sur-Marne (Parc du Tremblay), Joinville-le-Pont, Nogent-sur-Marne et Le Perreux-sur-Marne. - Stations et gares desservies : Créteil - Université (M8 et Tvm), Église de Créteil (Tvm), Hôpital Intercommunal (Tvm), Pont de Créteil (Tvm), Gare du Parc de Saint-Maur, Gare de Nogent - Le Perreux. | | | | | | | | |
| 317   | Autre : - Zone traversée : 3. - Arrêts non accessibles aux UFR : Hôtel de Ville de Créteil, Créteil - Université, Charles Floquet - Diderot, 42e de Ligne. - Vers Hôtel de Ville de Créteil : Marinville. - Vers Nogent - Le Perreux RER : Préfecture du Val-de-Marne, Croix des Mèches, Château, Hôpital Intercommunal, Viaduc. - Amplitudes horaires : La ligne fonctionne du lundi au vendredi de 5 h 5 à 23 h 40, le samedi jusqu'à 22 h 15 et, les dimanches et fêtes, de 7 h 30 à 19 h 45. - Particularités : Les dimanches et fêtes, la ligne est limitée au parcours : Hôtel de Ville de Créteil ↔ Le Parc de Saint-Maur RER. - Date de dernière mise à jour : 28 février 2024. | | | | | | | | |
| 317   | Dernière actualisation : — | | | | | | | | |
| 318   | Château de Vincennes ⥋ Pantin - Raymond Queneau | Château de Vincennes ⥋ Pantin - Raymond Queneau | Château de Vincennes ⥋ Pantin - Raymond Queneau | Château de Vincennes ⥋ Pantin - Raymond Queneau | Château de Vincennes ⥋ Pantin - Raymond Queneau | Château de Vincennes ⥋ Pantin - Raymond Queneau | Château de Vincennes ⥋ Pantin - Raymond Queneau | Château de Vincennes ⥋ Pantin - Raymond Queneau | Château de Vincennes ⥋ Pantin - Raymond Queneau |
| 318   | Ouverture / Fermeture 13 mai 1991 / — | Longueur — | Durée 40-42 min | Nb. d’arrêts 38 | Matériel Urbanway 12 Hybride | Jours de fonctionnement L, Ma, Me, J, V, S, D | Jour / Soir / Nuit / Fêtes O / O / N / O | Voy. / an 3,31 millions (2 021) | Centre-bus Les Lilas |
| 318   | Desserte : - Villes et lieux desservis : Paris (12e arrondissement) (Fort Neuf et Bois de Vincennes), Vincennes (Château), Montreuil (Les Laitières, Place de la République, Centre commercial de la Grande Porte à distance), Bagnolet (Gare routière internationale de Paris-Gallieni, Centre commercial Bel-Est, Tours Mercuriales, Aqueduc de la Dhuis, Cimetière), Les Lilas (Centre bus RATP), Romainville (Cité Cachin, Place Carnot, Mairie, Fort de Romainville, Cité Parat), Pantin. - Stations et gares desservies : Château de Vincennes, Gare de Vincennes, Robespierre, Gallieni, Romainville - Carnot, Bobigny - Pantin - Raymond Queneau. | | | | | | | | |
| 318   | Autre : - Zones traversées : 2 et 3. - Arrêts non accessibles aux UFR : Vincennes RER, Fraternité, Rue de Pantin vers Pantin, Les Noyers, Gabriel Husson vers Pantin, Romainville- Vassou vers Pantin, Maneyrol vers Pantin. - Amplitudes horaires : La ligne fonctionne du lundi au samedi de 5 h 20 à 1 h 20 du matin environ et les dimanches et fêtes à partir de 6 h 20 environ. Les vendredis, samedis et veilles de fête, le service est prolongé d'une heure, se terminant alors à 2 h 25 du matin. - Date de dernière mise à jour : 23 juillet 2025. | | | | | | | | |
| 318   | Dernière actualisation : — | | | | | | | | |
| 319   | Massy-Palaiseau RER ⥋ Massy - Avenue Saint-Marc (terminus intermédiaire du lundi au vendredi aux heures de pointe) / Marché international de Rungis | Massy-Palaiseau RER ⥋ Massy - Avenue Saint-Marc (terminus intermédiaire du lundi au vendredi aux heures de pointe) / Marché international de Rungis | Massy-Palaiseau RER ⥋ Massy - Avenue Saint-Marc (terminus intermédiaire du lundi au vendredi aux heures de pointe) / Marché international de Rungis | Massy-Palaiseau RER ⥋ Massy - Avenue Saint-Marc (terminus intermédiaire du lundi au vendredi aux heures de pointe) / Marché international de Rungis | Massy-Palaiseau RER ⥋ Massy - Avenue Saint-Marc (terminus intermédiaire du lundi au vendredi aux heures de pointe) / Marché international de Rungis | Massy-Palaiseau RER ⥋ Massy - Avenue Saint-Marc (terminus intermédiaire du lundi au vendredi aux heures de pointe) / Marché international de Rungis | Massy-Palaiseau RER ⥋ Massy - Avenue Saint-Marc (terminus intermédiaire du lundi au vendredi aux heures de pointe) / Marché international de Rungis | Massy-Palaiseau RER ⥋ Massy - Avenue Saint-Marc (terminus intermédiaire du lundi au vendredi aux heures de pointe) / Marché international de Rungis | Massy-Palaiseau RER ⥋ Massy - Avenue Saint-Marc (terminus intermédiaire du lundi au vendredi aux heures de pointe) / Marché international de Rungis |
| 319   | Ouverture / Fermeture 1er juin 1993 / — | Longueur — | Durée 48-60 min | Nb. d’arrêts 51 | Matériel Urbanway 12 GNV | Jours de fonctionnement L, Ma, Me, J, V, S | Jour / Soir / Nuit / Fêtes O / O / N / N | Voy. / an 1,06 millions (2 021) | Centre-bus Massy |
| 319   | Desserte : - Villes et lieux desservis : Massy (Cimetière, Mairie, Grand Ensemble Massy-Opéra, Centre omnisports Coubertin, Parc Descartes), Antony (Institut universitaire de formation des maîtres, Zones industrielles ENNA et Antony 2), Wissous (Zone industrielle Villemilan, Mairie, Centre omnisports), Rungis (Zone industrielle Icade), Paray-Vieille-Poste, Thiais (Zone industrielle SENIA, Centre commercial Belle Épine, Chevilly-Larue (Marché international de Rungis). - Stations et gares desservies : Gare de Massy - Palaiseau, Gare de Massy TGV, Gare de Massy-Europe, Gare de Rungis - La Fraternelle (RER C et T7), Gare du Pont de Rungis - Aéroport d'Orly, Le Cor de Chasse (Tvm), Chevilly-Larue (Tvm et T7), Marché international de Rungis (Tvm). | | | | | | | | |
| 319   | Autre : - Zones traversées : 3 et 4. - Arrêts non accessibles aux UFR : Montjean, Rungis - La Fraternelle RER, Robert Schuman, Rue d’Arcueil, Lindbergh, Hauts Flouviers, Pont d’Espagne, Belle Épine Sud, Belle Épine Nord. - Vers Massy - Palaiseau RER : Avenue Saint-Marc, Centre Sportif Lionel Terray, Place de France, Les Solets. - Vers Massy - Avenue Saint-Marc : Centre Sportif Lionel Terray. - Vers Marché international de Rungis : Rue des Canadiens, Mairie de Wissous, Les Avernaises, Marché International de Rungis. - Amplitudes horaires : La ligne fonctionne du lundi au vendredi de 4 h 45 à 21 h 55 et le samedi de 5 h 30 à 22 h 20. - Particularités : - La ligne n'est exploitée sur tout son parcours qu'entre 5 h 20 et 21 h 15 du lundi au vendredi et qu'entre 5 h 30 et 20 h 45 le samedi. - De nombreux services partiels entre Massy-Palaiseau RER et Massy - Avenue Saint-Marc renforcent la desserte aux heures de pointe du lundi au vendredi et prolongent cette desserte en fin de service (du lundi au samedi). - Quelques services partiels circulent entre Massy-Palaiseau RER et Lycée Monod (à Antony) en particulier en début de service (vers Massy) et en toute fin de service (vers Antony) le samedi uniquement. - Date de dernière mise à jour : 27 juin 2024.  | | | | | | | | |
| 319   | Dernière actualisation : — | | | | | | | | |

### Lignes 320 à 329
| Ligne | Caractéristiques | Caractéristiques                                                                              | Caractéristiques                                                                              | Caractéristiques                                                                              | Caractéristiques                                                                              | Caractéristiques                                                                              | Caractéristiques                                                                              | Caractéristiques                                                                              | Caractéristiques                                                                              |
| 320   | (Circulaire) Noisy-le-Grand-Mont d'Est RER ⥋ via Les Yvris RER et Noisy-Champs RER | (Circulaire) Noisy-le-Grand-Mont d'Est RER ⥋ via Les Yvris RER et Noisy-Champs RER            | (Circulaire) Noisy-le-Grand-Mont d'Est RER ⥋ via Les Yvris RER et Noisy-Champs RER            | (Circulaire) Noisy-le-Grand-Mont d'Est RER ⥋ via Les Yvris RER et Noisy-Champs RER            | (Circulaire) Noisy-le-Grand-Mont d'Est RER ⥋ via Les Yvris RER et Noisy-Champs RER            | (Circulaire) Noisy-le-Grand-Mont d'Est RER ⥋ via Les Yvris RER et Noisy-Champs RER            | (Circulaire) Noisy-le-Grand-Mont d'Est RER ⥋ via Les Yvris RER et Noisy-Champs RER            | (Circulaire) Noisy-le-Grand-Mont d'Est RER ⥋ via Les Yvris RER et Noisy-Champs RER            | (Circulaire) Noisy-le-Grand-Mont d'Est RER ⥋ via Les Yvris RER et Noisy-Champs RER            |
| ----- | --- | --------------------------------------------------------------------------------------------- | --------------------------------------------------------------------------------------------- | --------------------------------------------------------------------------------------------- | --------------------------------------------------------------------------------------------- | --------------------------------------------------------------------------------------------- | --------------------------------------------------------------------------------------------- | --------------------------------------------------------------------------------------------- | --------------------------------------------------------------------------------------------- |
| 320   | Ouverture / Fermeture 20 décembre 1980 / — | Longueur 11,3 km                                                                              | Durée 32-40 min                                                                               | Nb. d’arrêts 25                                                                               | Matériel Citelis 12                                                                           | Jours de fonctionnement L, Ma, Me, J, V, S, D                                                 | Jour / Soir / Nuit / Fêtes O / O / N / O                                                      | Voy. / an 2,06 millions (2 021)                                                               | Centre-bus Bords de Marne                                                                     |
| 320   | Desserte : - Villes et lieux desservis : Noisy-le-Grand (Centre commercial Les Arcades, Parc Salvador-Allendé, Centre culturel Michel-Simon, Zone d'activités commerciales du Clos Saint-Vincent, Mairie, Église Notre-Dame de Lourdes, École normale supérieure Louis-Lumière, Zone industrielle des Richardets, Parc des Yvris, Bois Saint-Martin, Église Sainte-Thérèse…). - Gares desservies : Noisy-le-Grand-Mont d'Est, Noisy - Champs, Les Yvris-Noisy-le-Grand. |                                                                                               |                                                                                               |                                                                                               |                                                                                               |                                                                                               |                                                                                               |                                                                                               |                                                                                               |
| 320   | Autre : - Zone traversée : 4. - Arrêts non accessibles aux UFR : Les Richardets-Centre sur le circuit extérieur. - Amplitudes horaires : La ligne fonctionne : - du lundi au samedi de 4 h 55 à 1 h 20 et les dimanches et fêtes à partir de 6 h 40 (pour le circuit intérieur) ; - du lundi au samedi de 4 h 45 à 0 h 20 et les dimanches et fêtes à partir de 7 h (pour le circuit extérieur). - Particularités : La ligne effectue deux circuits indépendants : - Circuit intérieur : Mont d'Est RER → Mairie de Noisy → Pointe de Gournay → Noisy-Champs RER → Les Yvris RER → Les Richardets → Mont d'Est RER. - Circuit extérieur : Mont d'Est RER → Les Richardets → Les Yvris RER → Noisy-Champs RER → Pointe de Gournay → Mairie de Noisy → Mont d'Est RER. - Date de dernière mise à jour : 14 septembre 2021. |                                                                                               |                                                                                               |                                                                                               |                                                                                               |                                                                                               |                                                                                               |                                                                                               |                                                                                               |
| 320   | Dernière actualisation : — |                                                                                               |                                                                                               |                                                                                               |                                                                                               |                                                                                               |                                                                                               |                                                                                               |                                                                                               |
| 321   | Lognes RER ⥋ Aérodrome de Lognes / Torcy RER | Lognes RER ⥋ Aérodrome de Lognes / Torcy RER                                                  | Lognes RER ⥋ Aérodrome de Lognes / Torcy RER                                                  | Lognes RER ⥋ Aérodrome de Lognes / Torcy RER                                                  | Lognes RER ⥋ Aérodrome de Lognes / Torcy RER                                                  | Lognes RER ⥋ Aérodrome de Lognes / Torcy RER                                                  | Lognes RER ⥋ Aérodrome de Lognes / Torcy RER                                                  | Lognes RER ⥋ Aérodrome de Lognes / Torcy RER                                                  | Lognes RER ⥋ Aérodrome de Lognes / Torcy RER                                                  |
| 321   | Ouverture / Fermeture 10 septembre 1990 / — | Longueur 2,7 / 6,9 km                                                                         | Durée 9 / 21 min                                                                              | Nb. d’arrêts 13 / 14(7)                                                                       | Matériel Lion's City GNV                                                                      | Jours de fonctionnement L, Ma, Me, J, V, S, D                                                 | Jour / Soir / Nuit / Fêtes O / O / N / O                                                      | Voy. / an 0,29 million (2 021)                                                                | Centre-bus Bussy                                                                              |
| 321   | Desserte : - Villes et lieux desservis : Lognes (Chambre de commerce et d'industrie, Aérodrome de Lognes-Émerainville), Croissy-Beaubourg (Zone industrielle de Pariest) et Torcy (Sous-préfecture de Seine-et-Marne, Centre Commerciaux Bay 1 et Bay 2). - Gares desservies : Lognes, Torcy. |                                                                                               |                                                                                               |                                                                                               |                                                                                               |                                                                                               |                                                                                               |                                                                                               |                                                                                               |
| 321   | Autre : - Zone traversée : 5. - Arrêts non accessibles aux UFR : Cours des Lacs, Léon Jouhaux, Croissy-Beaubourg - Z.I. Pariest, La Mare à Blondeaux vers Aérodrome de Lognes/Torcy, Centre commercial, Sous-préfecture, Torcy RER. - Amplitudes horaires : La ligne fonctionne du lundi au vendredi de 5 h 35 à 20 h 50 et les samedis, dimanches et fêtes à partir de 6 h 50 environ. - Particularités : - La desserte Lognes RER ↔ Aérodrome de Lognes n'est assurée qu'aux heures de pointe du lundi au vendredi. - Les samedis, dimanches et fêtes, seule la courte portion : Torcy RER ↔ Croissy-Beaubourg - Z.I. Pariest est exploitée. - La ligne est exploitée en commun avec la ligne 211. - Date de dernière mise à jour : 4 février 2022. |                                                                                               |                                                                                               |                                                                                               |                                                                                               |                                                                                               |                                                                                               |                                                                                               |                                                                                               |
| 321   | Dernière actualisation : — |                                                                                               |                                                                                               |                                                                                               |                                                                                               |                                                                                               |                                                                                               |                                                                                               |                                                                                               |
| 322   | Mairie de Montreuil ⥋ Bobigny - Pablo Picasso | Mairie de Montreuil ⥋ Bobigny - Pablo Picasso                                                 | Mairie de Montreuil ⥋ Bobigny - Pablo Picasso                                                 | Mairie de Montreuil ⥋ Bobigny - Pablo Picasso                                                 | Mairie de Montreuil ⥋ Bobigny - Pablo Picasso                                                 | Mairie de Montreuil ⥋ Bobigny - Pablo Picasso                                                 | Mairie de Montreuil ⥋ Bobigny - Pablo Picasso                                                 | Mairie de Montreuil ⥋ Bobigny - Pablo Picasso                                                 | Mairie de Montreuil ⥋ Bobigny - Pablo Picasso                                                 |
| 322   | Ouverture / Fermeture 13 mai 1991 / — | Longueur 5,8 km                                                                               | Durée 20-27 min                                                                               | Nb. d’arrêts 18                                                                               | Matériel Urbanway 12                                                                          | Jours de fonctionnement L, Ma, Me, J, V, S, D                                                 | Jour / Soir / Nuit / Fêtes O / O / N / O                                                      | Voy. / an 1,29 million (2 021)                                                                | Centre-bus Les Lilas                                                                          |
| 322   | Desserte : - Villes et lieux desservis : Bobigny (Préfecture de la Seine-Saint-Denis, Parc de la Bergère, Mairie, Centre commercial Bobigny 2), Romainville (Parc communal, Mairie, Fort de Noisy, Complexe sportif Jean-Guimet, Place Carnot), Noisy-le-Sec (Z.A La Folie), Montreuil (Mairie, Nouveau théâtre de Montreuil, Lycée Jean-Jaurès). - Stations desservies : Mairie de Montreuil, Romainville - Carnot, Hôtel de ville de Bobigny (T1) à distance, Bobigny - Pablo Picasso. |                                                                                               |                                                                                               |                                                                                               |                                                                                               |                                                                                               |                                                                                               |                                                                                               |                                                                                               |
| 322   | Autre : - Zone traversée : 3. - Arrêts non accessibles aux UFR : Place François Mitterrand, Archives départementales, Maurice Thorez. - Amplitudes horaires : La ligne fonctionne du lundi au samedi de 5 h 15 à 1 h 5 du matin, et les dimanches et fêtes à partir de 6 h 30. Cependant, les vendredis, samedis et veilles de fêtes, le service est allongé d'une heure se terminant ainsi à 2 h 5 du matin. - Date de dernière mise à jour : 13 juin 2024. |                                                                                               |                                                                                               |                                                                                               |                                                                                               |                                                                                               |                                                                                               |                                                                                               |                                                                                               |
| 322   | Dernière actualisation : — |                                                                                               |                                                                                               |                                                                                               |                                                                                               |                                                                                               |                                                                                               |                                                                                               |                                                                                               |
| 323   | Issy-Val de Seine RER ⥋ Châtillon - Montrouge / Châtillon - Montrouge-Métro ⥋ Ivry - Gambetta | Issy-Val de Seine RER ⥋ Châtillon - Montrouge / Châtillon - Montrouge-Métro ⥋ Ivry - Gambetta | Issy-Val de Seine RER ⥋ Châtillon - Montrouge / Châtillon - Montrouge-Métro ⥋ Ivry - Gambetta | Issy-Val de Seine RER ⥋ Châtillon - Montrouge / Châtillon - Montrouge-Métro ⥋ Ivry - Gambetta | Issy-Val de Seine RER ⥋ Châtillon - Montrouge / Châtillon - Montrouge-Métro ⥋ Ivry - Gambetta | Issy-Val de Seine RER ⥋ Châtillon - Montrouge / Châtillon - Montrouge-Métro ⥋ Ivry - Gambetta | Issy-Val de Seine RER ⥋ Châtillon - Montrouge / Châtillon - Montrouge-Métro ⥋ Ivry - Gambetta | Issy-Val de Seine RER ⥋ Châtillon - Montrouge / Châtillon - Montrouge-Métro ⥋ Ivry - Gambetta | Issy-Val de Seine RER ⥋ Châtillon - Montrouge / Châtillon - Montrouge-Métro ⥋ Ivry - Gambetta |
| 323   | Ouverture / Fermeture 28 mars 1977 / — | Longueur 15,3 km                                                                              | Durée 66-72 min                                                                               | Nb. d’arrêts 49                                                                               | Matériel Lion's City Hybride                                                                  | Jours de fonctionnement L, Ma, Me, J, V, S, D                                                 | Jour / Soir / Nuit / Fêtes O / O / N / O                                                      | Voy. / an 5,09 millions (2 021)                                                               | Centre-bus Malakoff                                                                           |
| 323   | Desserte : - Villes et lieux desservis : Issy-les-Moulineaux (Mairie, Fort d'Issy), Clamart, Vanves, Malakoff, Châtillon, Montrouge, Bagneux (Cimetière parisien), Arcueil (Centre commercial La Vache-Noire, Mairie, Maison du Grand Cèdre), Gentilly (Fondation Vallée), Le Kremlin-Bicêtre (Hôpital Bicêtre, Mairie), Ivry-sur-Seine (Cimetière parisien, Centre-bus RATP, Mairie, Place Gambetta). - Stations et gares desservies : Gare d'Issy-Val de Seine, Mairie d'Issy, Châtillon - Montrouge, Barbara, Gare de Laplace, Hôpital Bicêtre, Châteaudun - Barbès (T9), Pierre et Marie Curie, Mairie d'Ivry, Gare d'Ivry-sur-Seine. |                                                                                               |                                                                                               |                                                                                               |                                                                                               |                                                                                               |                                                                                               |                                                                                               |                                                                                               |
| 323   | Autre : - Zone traversée : 2. - Arrêts non accessibles aux UFR : Président Robert Schuman, Rue du Fort, Jean Mermoz, Barbara, Professeur Bergonié, Cité des HBM, Hôpital Bicêtre - Benserade, Convention - Jaurès, Roger Salengro - Fontainebleau, Jules Ferry, Pierre et Marie Curie - Métro, Hôpital Jean Rostand. - Vers Issy - Val de Seine RER : Barbusse - Védrines, Verdun - Châteaudun, Maurice Thorez - Barbès. - Vers Ivry - Gambetta : Mairie d’Issy, Mairie du Kremlin-Bicêtre, Convention - Fontainebleau, Verdun - Marquès. - Amplitudes horaires : La ligne fonctionne tous les jours : - vers Issy - Val de Seine RER : avec un premier départ à 5 h 30 du lundi au samedi et 6 h 30 les dimanches et fêtes, le dernier départ étant fixé à 0 h 30 du lundi au vendredi, les dimanches et fêtes et 1 h 30 le samedi ; - vers Ivry - Gambetta : avec un premier départ à 5 h 30 du lundi au samedi et 6 h 30 les dimanches et fêtes, le dernier départ étant fixé à 0 h 30 du lundi au vendredi, les dimanches et fêtes et 1 h 30 le samedi. - Scission de la ligne à Châtillon-Montrouge : Du 4 avril 2018 jusqu'à une durée indéterminée, en raison des travaux sur site de la future ligne 15 Sud du Grand Paris Express, la ligne est scindée et exploitée en deux tronçons (de part et d'autre de la station Châtillon - Montrouge) : - Issy-Val de Seine RER ↔ Châtillon - Montrouge - Châtillon - Montrouge Métro ↔ Ivry-Gambetta. - Date de dernière mise à jour : 27 juin 2024. |                                                                                               |                                                                                               |                                                                                               |                                                                                               |                                                                                               |                                                                                               |                                                                                               |                                                                                               |
| 323   | Dernière actualisation : — |                                                                                               |                                                                                               |                                                                                               |                                                                                               |                                                                                               |                                                                                               |                                                                                               |                                                                                               |
| 325   | Quai de la Gare ⥋ Château de Vincennes | Quai de la Gare ⥋ Château de Vincennes                                                        | Quai de la Gare ⥋ Château de Vincennes                                                        | Quai de la Gare ⥋ Château de Vincennes                                                        | Quai de la Gare ⥋ Château de Vincennes                                                        | Quai de la Gare ⥋ Château de Vincennes                                                        | Quai de la Gare ⥋ Château de Vincennes                                                        | Quai de la Gare ⥋ Château de Vincennes                                                        | Quai de la Gare ⥋ Château de Vincennes                                                        |
| 325   | Ouverture / Fermeture 30 novembre 1964 / — | Longueur 11,1 km                                                                              | Durée 45-55 min                                                                               | Nb. d’arrêts 34                                                                               | Matériel Urbanway 12 Citelis 12                                                               | Jours de fonctionnement L, Ma, Me, J, V, S, D                                                 | Jour / Soir / Nuit / Fêtes O / O / N / O                                                      | Voy. / an 2,93 millions (2 021)                                                               | Centre-bus Vitry                                                                              |
| 325   | Desserte : - Villes et lieux desservis : Paris (12e arrondissement) (Piscine Joséphine-Baker, Bibliothèque François-Mitterrand), Ivry-sur-Seine (Banque de France, Centre commercial Quais d'Ivry, Ecole d'ingénieurs), Alfortville (Chinagora), Maisons-Alfort (École nationale vétérinaire d'Alfort), Saint-Maurice (Hôpital Esquirol, Hôpital national), Charenton-le-Pont (Mairie), Saint-Mandé (Église Notre-Dame de Saint-Mandé, Mairie, Institut départemental des Aveugles, Institut géographique national, Hôpital d'instruction des armées Bégin), Paris (Bois de Vincennes, Parc zoologique de Vincennes, Caserne des Gardes, Lac Daumesnil, Fort Neuf), Vincennes (Château). - Stations et gares desservies : Quai de la Gare, Bibliothèque François Mitterrand, Ivry-sur-Seine (depuis l’arrêt Molière), École vétérinaire de Maisons-Alfort, Charenton - Écoles, Saint-Mandé, Bérault, Château de Vincennes. |                                                                                               |                                                                                               |                                                                                               |                                                                                               |                                                                                               |                                                                                               |                                                                                               |                                                                                               |
| 325   | Autre : - Zones traversées : 1 à 3. - Arrêts non accessibles aux UFR : Jules Vanzuppe, Saint-Louis. - Vers Quai de la Gare : Verdun. - Vers Château de Vincennes : Gambetta, Mairie de Saint-Mandé, Bérault. - Amplitudes horaires : La ligne fonctionne du lundi au samedi de 5 h 20 à 1 h 10 du matin environ et les dimanches et fêtes à partir de 6 h 25 environ. Les vendredis, samedis et veilles de fête, le service est prolongé d'une heure, se terminant alors à 2 h 10 du matin. - Histoire : La ligne est créée à la suite de la désolidarisation de la ligne de bus 125 entre Maisons-Alfort et Vincennes. La ligne 325 reliait donc Mairie d'Ivry à Château de Vincennes. - Date de dernière mise à jour : 8 juillet 2025. |                                                                                               |                                                                                               |                                                                                               |                                                                                               |                                                                                               |                                                                                               |                                                                                               |                                                                                               |
| 325   | Dernière actualisation : — |                                                                                               |                                                                                               |                                                                                               |                                                                                               |                                                                                               |                                                                                               |                                                                                               |                                                                                               |

### Lignes 330 à 339
| Ligne | Caractéristiques | Caractéristiques                                                       | Caractéristiques                                                       | Caractéristiques                                                       | Caractéristiques                                                       | Caractéristiques                                                       | Caractéristiques                                                       | Caractéristiques                                                       | Caractéristiques                                                       |
| 330   | Fort d'Aubervilliers ⥋ Raymond Queneau - Anatole France | Fort d'Aubervilliers ⥋ Raymond Queneau - Anatole France                | Fort d'Aubervilliers ⥋ Raymond Queneau - Anatole France                | Fort d'Aubervilliers ⥋ Raymond Queneau - Anatole France                | Fort d'Aubervilliers ⥋ Raymond Queneau - Anatole France                | Fort d'Aubervilliers ⥋ Raymond Queneau - Anatole France                | Fort d'Aubervilliers ⥋ Raymond Queneau - Anatole France                | Fort d'Aubervilliers ⥋ Raymond Queneau - Anatole France                | Fort d'Aubervilliers ⥋ Raymond Queneau - Anatole France                |
| ----- | --- | ---------------------------------------------------------------------- | ---------------------------------------------------------------------- | ---------------------------------------------------------------------- | ---------------------------------------------------------------------- | ---------------------------------------------------------------------- | ---------------------------------------------------------------------- | ---------------------------------------------------------------------- | ---------------------------------------------------------------------- |
| 330   | Ouverture / Fermeture 6 juin 2000 / — | Longueur —                                                             | Durée 35-45 min                                                        | Nb. d’arrêts 36                                                        | Matériel Cytios 4/23                                                   | Jours de fonctionnement L, Ma, Me, J, V, S                             | Jour / Soir / Nuit / Fêtes O / N / N / N                               | Voy. / an —                                                            | Centre-bus Flandre                                                     |
| 330   | Desserte : - Villes et lieux desservis : Bobigny (Cité du Pont de Pierre, Les Courtillières), Aubervilliers (Fort d'Aubervilliers), Pantin (Quatre Chemins, Mairie, Cimetière parisien, Centre national de la danse). - Stations desservies : Fort d'Aubervilliers, Aubervilliers - Pantin - Quatre Chemins, Hoche, Bobigny - Pantin - Raymond Queneau. |                                                                        |                                                                        |                                                                        |                                                                        |                                                                        |                                                                        |                                                                        |                                                                        |
| 330   | Autre : - Zone traversée : 2. - Arrêts non accessibles aux UFR : Maison de Quartier - Courtillières, Jacques Cottin, Centre National de la Danse vers Aubervilliers, Delphine Seyrig, Petits Ponts, Jules Jaslin vers Aubervilliers. - Particularités : La ligne fonctionne de 6 h 25 à 19 h 55 en semaine et de 8 h 45 à 13 h 30 le samedi avec trois passages uniquement. - Date de dernière mise à jour : 23 juillet 2025. |                                                                        |                                                                        |                                                                        |                                                                        |                                                                        |                                                                        |                                                                        |                                                                        |
| 330   | Dernière actualisation : — |                                                                        |                                                                        |                                                                        |                                                                        |                                                                        |                                                                        |                                                                        |                                                                        |
| 337   | Deuil-la-Barre - Zone artisanale du Moutier ⥋ Pierrefitte - Stains RER | Deuil-la-Barre - Zone artisanale du Moutier ⥋ Pierrefitte - Stains RER | Deuil-la-Barre - Zone artisanale du Moutier ⥋ Pierrefitte - Stains RER | Deuil-la-Barre - Zone artisanale du Moutier ⥋ Pierrefitte - Stains RER | Deuil-la-Barre - Zone artisanale du Moutier ⥋ Pierrefitte - Stains RER | Deuil-la-Barre - Zone artisanale du Moutier ⥋ Pierrefitte - Stains RER | Deuil-la-Barre - Zone artisanale du Moutier ⥋ Pierrefitte - Stains RER | Deuil-la-Barre - Zone artisanale du Moutier ⥋ Pierrefitte - Stains RER | Deuil-la-Barre - Zone artisanale du Moutier ⥋ Pierrefitte - Stains RER |
| 337   | Ouverture / Fermeture 29 juillet 2013, / — | Longueur 9,3 km                                                        | Durée 35-45 min                                                        | Nb. d’arrêts 31                                                        | Matériel GX 137                                                        | Jours de fonctionnement L, Ma, Me, J, V, S                             | Jour / Soir / Nuit / Fêtes O / O / N / N                               | Voy. / an 0,39 millions (2 021)                                        | Centre-bus Saint-Denis - Gonesse                                       |
| 337   | Desserte : - Villes et lieux desservis : Deuil-la-Barre (Parc de la Galathée, Mairie), Épinay-sur-Seine, Montmorency, Montmagny (Mairie, Parc de la Butte Pinson), Pierrefitte-sur-Seine. - Stations et gares desservies : Épinay - Villetaneuse, La Barre - Ormesson, Deuil - Montmagny, Alcide d'Orbigny (T5), Pierrefitte - Stains (RER D et T11). |                                                                        |                                                                        |                                                                        |                                                                        |                                                                        |                                                                        |                                                                        |                                                                        |
| 337   | Autre : - Zone traversée : 4. - Arrêts non accessibles UFR : Tous. - Particularités : À son lancement, la ligne fonctionnait du lundi au vendredi de 6 h à 20 h 40, avec un bus toutes les 30 minutes puis toutes les heures entre les 2 derniers services. À compter du 1er juillet 2017, la ligne gagne un service le samedi et se voit prolongée jusqu'à 22 h 30, avec un bus toutes les 20 minutes aux heures de pointe (toutes les 30 minutes aux heures creuses et le samedi). - Date de dernière mise à jour : 20 mars 2021. |                                                                        |                                                                        |                                                                        |                                                                        |                                                                        |                                                                        |                                                                        |                                                                        |
| 337   | Dernière actualisation : — |                                                                        |                                                                        |                                                                        |                                                                        |                                                                        |                                                                        |                                                                        |                                                                        |

### Lignes 340 à 349
| Ligne | Caractéristiques | Caractéristiques | Caractéristiques | Caractéristiques | Caractéristiques | Caractéristiques | Caractéristiques | Caractéristiques | Caractéristiques |
| 340   | Gare d'Argenteuil ⥋ Asnières-Gennevilliers Gabriel Péri | Gare d'Argenteuil ⥋ Asnières-Gennevilliers Gabriel Péri                                                               | Gare d'Argenteuil ⥋ Asnières-Gennevilliers Gabriel Péri                                                               | Gare d'Argenteuil ⥋ Asnières-Gennevilliers Gabriel Péri                                                               | Gare d'Argenteuil ⥋ Asnières-Gennevilliers Gabriel Péri                                                               | Gare d'Argenteuil ⥋ Asnières-Gennevilliers Gabriel Péri                                                               | Gare d'Argenteuil ⥋ Asnières-Gennevilliers Gabriel Péri                                                               | Gare d'Argenteuil ⥋ Asnières-Gennevilliers Gabriel Péri                                                               | Gare d'Argenteuil ⥋ Asnières-Gennevilliers Gabriel Péri                                                               |
| ----- | --- | --- | --- | --- | --- | --- | --- | --- | --- |
| 340   | Ouverture / Fermeture Janvier 1996 / — | Longueur — | Durée 40-50 min | Nb. d’arrêts 22 | Matériel Lion's City                                                                                                  | Jours de fonctionnement L, Ma, Me, J, V, S                                                                            | Jour / Soir / Nuit / Fêtes O / O / N / N                                                                              | Voy. / an 0,58 millions (2 021)                                                                                       | Centre-bus Asnières                                                                                                   |
| 340   | Desserte : - Villes et lieux desservis : Argenteuil (Mairie), Colombes, Gennevilliers (Port de Gennevilliers, Centre de vie du Port, Parc technologique des Barbanniers, Rond-Point Pierre-Timbaud, Parc des Sévines), Asnières-sur-Seine (Cimetière des Chiens). - Stations et gares desservies : Argenteuil, Timbaud (T1), Gabriel Péri. | | | | | | | | |
| 340   | Autre : - Zones traversées : 3 et 4. - Arrêts non accessibles aux UFR : Moulin de Cage vers Argenteuil, Sévines, République vers Gabriel Péri. - Particularités : Du lundi au samedi, la ligne fonctionne 5 h 30 à 21 h 45. - Date de dernière mise à jour : 21 avril 2022. | | | | | | | | |
| 340   | Dernière actualisation : — | | | | | | | | |
| 341   | Charles de Gaulle - Étoile ⥋ Porte de Clignancourt - Croisset | Charles de Gaulle - Étoile ⥋ Porte de Clignancourt - Croisset                                                         | Charles de Gaulle - Étoile ⥋ Porte de Clignancourt - Croisset                                                         | Charles de Gaulle - Étoile ⥋ Porte de Clignancourt - Croisset                                                         | Charles de Gaulle - Étoile ⥋ Porte de Clignancourt - Croisset                                                         | Charles de Gaulle - Étoile ⥋ Porte de Clignancourt - Croisset                                                         | Charles de Gaulle - Étoile ⥋ Porte de Clignancourt - Croisset                                                         | Charles de Gaulle - Étoile ⥋ Porte de Clignancourt - Croisset                                                         | Charles de Gaulle - Étoile ⥋ Porte de Clignancourt - Croisset                                                         |
| 341   | Ouverture / Fermeture 6 octobre 2008 / — | Longueur 12,40 km | Durée 50-55 min | Nb. d’arrêts 33/30 | Matériel Lion's City Hybride                                                                                          | Jours de fonctionnement L, Ma, Me, J, V, S, D                                                                         | Jour / Soir / Nuit / Fêtes O / N / N / O                                                                              | Voy. / an 2,50 millions (2 021)                                                                                       | Centre-bus Belliard                                                                                                   |
| 341   | Desserte : - Villes et lieux desservis : Paris (Arc de triomphe, Place Charles-de-Gaulle, Porte d'Asnières, Hôpital Bichat-Claude-Bernard, Marché Clignancourt, Centre-bus RATP de Belliard, Rue Francis-de-Croisset), Clichy (Mairie, Hôpital Beaujon, Cimetière, Fondation Roguet), Saint-Ouen-sur-Seine (Zone d'activités commerciales, Marché aux Puces). - Stations et gares desservies : Charles de Gaulle - Étoile, Ternes, Gare de Pereire - Levallois, Pereire,Square Sainte-Odile (T3b), Marguerite Long (T3b), Gare de Clichy - Levallois, Mairie de Clichy (depuis l’arrêt Landy - Martre), Gare de Saint-Ouen (RER), Saint-Ouen (Métro), Épinettes - Pouchet (T3b), Porte de Saint-Ouen, Angélique Compoint (T3b), Porte de Clignancourt. | | | | | | | | |
| 341   | Autre : - Zones traversées : 1 et 2. - Arrêts non accessibles aux UFR : Square Sainte Odile, Chance - Milly, Clichy - Saint-Ouen RER, Camille Claudel. - Vers Charles de Gaulle - Étoile : Touzet - Gaillard. - Vers Porte de Clignancourt - Croisset : Barbusse - Martre, Landy - Martre, Bateliers, Citroën, Victor Hugo - Sanzillon, Bois Le Prêtre, Epinettes-Pouchet, Angélique Compoint, Poissonniers - Cocteau. - Particularités : La ligne fonctionne de 7 h à 22 h 30. Elle est progressivement équipée depuis le 30 mai 2016, date de l'inauguration officielle, d'autobus standards électriques Bolloré Bluebus 12 m, parfois désignés « Bluebus SE » (pour [bus] standard électrique), ce qui constitue une première en Europe pour cette catégorie,. - Date de dernière mise à jour : 23 juillet 2025. | | | | | | | | |
| 341   | Dernière actualisation : — | | | | | | | | |
| 346   | Rosny - Bois-Perrier RER - Rosny 2 ⥋ Gare de Bondy RER / Gare de Bondy RER ⥋ Le Blanc-Mesnil - Place de la Libération | Rosny - Bois-Perrier RER - Rosny 2 ⥋ Gare de Bondy RER / Gare de Bondy RER ⥋ Le Blanc-Mesnil - Place de la Libération | Rosny - Bois-Perrier RER - Rosny 2 ⥋ Gare de Bondy RER / Gare de Bondy RER ⥋ Le Blanc-Mesnil - Place de la Libération | Rosny - Bois-Perrier RER - Rosny 2 ⥋ Gare de Bondy RER / Gare de Bondy RER ⥋ Le Blanc-Mesnil - Place de la Libération | Rosny - Bois-Perrier RER - Rosny 2 ⥋ Gare de Bondy RER / Gare de Bondy RER ⥋ Le Blanc-Mesnil - Place de la Libération | Rosny - Bois-Perrier RER - Rosny 2 ⥋ Gare de Bondy RER / Gare de Bondy RER ⥋ Le Blanc-Mesnil - Place de la Libération | Rosny - Bois-Perrier RER - Rosny 2 ⥋ Gare de Bondy RER / Gare de Bondy RER ⥋ Le Blanc-Mesnil - Place de la Libération | Rosny - Bois-Perrier RER - Rosny 2 ⥋ Gare de Bondy RER / Gare de Bondy RER ⥋ Le Blanc-Mesnil - Place de la Libération | Rosny - Bois-Perrier RER - Rosny 2 ⥋ Gare de Bondy RER / Gare de Bondy RER ⥋ Le Blanc-Mesnil - Place de la Libération |
| 346   | Ouverture / Fermeture 1er octobre 1974 / — | Longueur — | Durée 40-50 min | Nb. d’arrêts 42 | Matériel Lion's City 12G Efficient Hybrid                                                                             | Jours de fonctionnement L, Ma, Me, J, V, S, D                                                                         | Jour / Soir / Nuit / Fêtes O / O / N / O                                                                              | Voy. / an 2,63 millions (2 021)                                                                                       | Centre-bus Les Pavillons                                                                                              |
| 346   | Desserte : - Villes et lieux desservis : Rosny-sous-Bois (Centre commercial Rosny 2), Noisy-le-Sec (Lycée Olympe de Gouges), Bondy (Mairie, Église), Drancy (Place Joffre, Gare de triage), Le Blanc-Mesnil (Hôpital privé de la Seine-St-Denis, Mairie, Église, Parc urbain Jacques Duclos, Lycée général W.A.-Mozart, Lycée professionnel Jean-Moulin, Forum culturel). - Gares desservies : Rosny-Bois-Perrier, Bondy, Drancy. | | | | | | | | |
| 346   | Autre : - Zone traversée : 3. - Arrêts non accessibles aux UFR : Gare de Rosny - Bois Perrier, Route d'Aulnay-Jean Moulin vers Le Blanc-Mesnil, Jardins de la Noue, Surcouf-Jean Jaurès, Danielle Casanova vers Le Blanc-Mesnil, Pierre Montillet vers Le Blanc-Mesnil, Foch-Marne, Foch-Gallieni, Joffre-Madelon, Église du Blanc-Mesnil, République-Paladhile, Les Lycées. - Particularités : La ligne fonctionne du lundi au samedi de 5 h à 23 h 10 ainsi que les dimanches et fêtes de 6 h 15 à 23 h 20. Du lundi au samedi jusqu'à 7 h 30 départ du Blanc-Mesnil / 8 h 20 départ de Rosny 2, ainsi que toute la journée des dimanches et fêtes, la ligne est limitée au parcours Gare de Bondy RER - Place de la Libération,. - Particularité temporaire : Depuis septembre 2022, la ligne est exploitée en deux tronçons indépendants de part et d'autre de la gare de Bondy pour restriction sur l'ouvrage de franchissement des voies ferrées. - Date de dernière mise à jour : 23 juillet 2025. | | | | | | | | |
| 346   | Dernière actualisation : — | | | | | | | | |

### Lignes 350 à 359
Pour la ligne RoissyBus (352) Paris — Opéra ↔ Aéroport Charles-de-Gaulle - Terminal 3 - Roissypôle, cf. article sur les lignes de bus RATP spéciales.
| Ligne | Caractéristiques | Caractéristiques                                                               | Caractéristiques                                                               | Caractéristiques                                                               | Caractéristiques                                                               | Caractéristiques                                                               | Caractéristiques                                                               | Caractéristiques                                                               | Caractéristiques                                                               |
| 350   | Porte de la Chapelle ⥋ Roissypôle | Porte de la Chapelle ⥋ Roissypôle                                              | Porte de la Chapelle ⥋ Roissypôle                                              | Porte de la Chapelle ⥋ Roissypôle                                              | Porte de la Chapelle ⥋ Roissypôle                                              | Porte de la Chapelle ⥋ Roissypôle                                              | Porte de la Chapelle ⥋ Roissypôle                                              | Porte de la Chapelle ⥋ Roissypôle                                              | Porte de la Chapelle ⥋ Roissypôle                                              |
| ----- | --- | ------------------------------------------------------------------------------ | ------------------------------------------------------------------------------ | ------------------------------------------------------------------------------ | ------------------------------------------------------------------------------ | ------------------------------------------------------------------------------ | ------------------------------------------------------------------------------ | ------------------------------------------------------------------------------ | ------------------------------------------------------------------------------ |
| 350   | Ouverture / Fermeture 17 septembre 1973 / — | Longueur 34 km                                                                 | Durée 60 min                                                                   | Nb. d’arrêts 40                                                                | Matériel Citaro Facelift Citaro C2                                             | Jours de fonctionnement L, Ma, Me, J, V, S, D                                  | Jour / Soir / Nuit / Fêtes O / O / N / O                                       | Voy. / an 5,65 millions (2 022)                                                | Centre-bus Flandre                                                             |
| 350   | Desserte : - Villes et lieux desservis : Paris, Le Bourget, Le Blanc-Mesnil, Aulnay-sous-Bois, Villepinte, Gonesse, Tremblay-en-France (Centre commercial Aéroville, Aéroport de Paris-Charles-de-Gaulle, Roissypole) et Roissy-en-France. - Stations et gares desservies : Porte de la Chapelle, Gare du Parc des Expositions, Aéroport Charles-de-Gaulle 1 (RER B et CDGVAL), Aéroport Charles-de-Gaulle 2 TGV. |                                                                                |                                                                                |                                                                                |                                                                                |                                                                                |                                                                                |                                                                                |                                                                                |
| 350   | Autre : - Zones traversées : 1 à 5. - Arrêts non accessibles aux UFR : Juste Héras, Descartes-Renault, Robert Brémond, Garonor-Porte Sud, André Citroën-Visiteurs, A. Citroën-Centre de Production. - Vers Porte de la Chapelle : (néant). - Vers Roissypôle : Rue de la Jeune Fille, Terminal 2A-2C, Terminal 2B-2D. - Particularités : La ligne fonctionne du lundi au dimanche, jours de fête, de 5 h 25 à 23 h. Elle utilise un itinéraire en heures de pointe desservant la zone aéroportuaire de Roissy sans desservir le secteur de Parc des Expositions. En heures creuses, c'est le contraire, à l'exception des terminaux 1, 2 et des 2 gares qui demeurent desservis. - Date de dernière mise à jour : 11 juin 2023. |                                                                                |                                                                                |                                                                                |                                                                                |                                                                                |                                                                                |                                                                                |                                                                                |
| 350   | Dernière actualisation : — |                                                                                |                                                                                |                                                                                |                                                                                |                                                                                |                                                                                |                                                                                |                                                                                |
| 351   | Paris - Nation-Trône ⥋ Roissypôle | Paris - Nation-Trône ⥋ Roissypôle                                              | Paris - Nation-Trône ⥋ Roissypôle                                              | Paris - Nation-Trône ⥋ Roissypôle                                              | Paris - Nation-Trône ⥋ Roissypôle                                              | Paris - Nation-Trône ⥋ Roissypôle                                              | Paris - Nation-Trône ⥋ Roissypôle                                              | Paris - Nation-Trône ⥋ Roissypôle                                              | Paris - Nation-Trône ⥋ Roissypôle                                              |
| 351   | Ouverture / Fermeture 24 juin 1974 / — | Longueur 14 km                                                                 | Durée 70-90 min                                                                | Nb. d’arrêts 38                                                                | Matériel Citaro C2                                                             | Jours de fonctionnement L, Ma, Me, J, V, S, D                                  | Jour / Soir / Nuit / Fêtes O / O / N / O                                       | Voy. / an 4,96 millions (2 022)                                                | Centre-bus Les Pavillons                                                       |
| 351   | Desserte : - Villes et lieux desservis : Paris, Bagnolet (Gare routière internationale de Paris-Gallieni, Centre commercial Bel-Est, Tours Mercuriales), Bondy, Aulnay-Sud, Le Blanc-Mesnil et Tremblay-en-France (Centre commercial Aéroville, Aéroport de Paris-Charles-de-Gaulle, Roissypole). - Stations et gares desservies : Gare de Nation (RER), Nation (Métro), Porte de Vincennes, Porte de Montreuil (depuis l’arrêt Place de la Porte de Montreuil en semaine), Porte de Bagnolet (uniquement le week-end et jours fériés), Gallieni, Aéroport Charles-de-Gaulle 2 TGV, Aéroport Charles-de-Gaulle 1 (RER B et CDGVAL). |                                                                                |                                                                                |                                                                                |                                                                                |                                                                                |                                                                                |                                                                                |                                                                                |
| 351   | Autre : - Zones traversées : 1 à 5. - Arrêts non accessibles aux UFR : Paris - Nation-Trône, Porte de Montreuil (desservi uniquement le week-end et jours fériés), Surcouf - Jean Jaurès, Les 4 Tours, Rond-Point Pierre Sémard - Paul Vaillant-Couturier, Rue de la Jeune Fille. - Vers Paris - Nation-Trône : Édouard Vaillant, Échangeur de Bagnolet (desservi uniquement le week-end et jours fériés). - Vers Roissypôle : Route d’Aulnay - Jean Moulin, Danielle Casanova, Terminal 2A-2C, Terminal 2B-2D. - Amplitudes horaires : La ligne fonctionne, tous les jours de l'année, de 5 h 40 à 22 h 40 environ. - Particularités : - Le dernier départ de Paris - Nation est à 20 h 20 et de Aéroport Charles-de-Gaulle - Roissypole à 21 h 37. - Il existe deux trajets différents sur le tronçon entre Porte de Vincennes et Bagnolet-Gallieni : passage par le quartier du Bas-Montreuil en semaine ou passage par les boulevards des Maréchaux le week-end et les jours fériés. - Seuls les premiers départs (jusqu'à 8 h 30 environ) assurent une desserte des zones de Fret-Cargo et d'Entretien de l'aéroport (uniquement dans le sens Paris → Aéroport). Le reste de la journée, le trajet est direct vers les aérogares et Roissypole. - Date de dernière mise à jour : 27 janvier 2024. |                                                                                |                                                                                |                                                                                |                                                                                |                                                                                |                                                                                |                                                                                |                                                                                |
| 351   | Dernière actualisation : — |                                                                                |                                                                                |                                                                                |                                                                                |                                                                                |                                                                                |                                                                                |                                                                                |
| 353   | Saint-Denis - Université ⥋ Saint-Denis - ZAC Landy-Nord | Saint-Denis - Université ⥋ Saint-Denis - ZAC Landy-Nord                        | Saint-Denis - Université ⥋ Saint-Denis - ZAC Landy-Nord                        | Saint-Denis - Université ⥋ Saint-Denis - ZAC Landy-Nord                        | Saint-Denis - Université ⥋ Saint-Denis - ZAC Landy-Nord                        | Saint-Denis - Université ⥋ Saint-Denis - ZAC Landy-Nord                        | Saint-Denis - Université ⥋ Saint-Denis - ZAC Landy-Nord                        | Saint-Denis - Université ⥋ Saint-Denis - ZAC Landy-Nord                        | Saint-Denis - Université ⥋ Saint-Denis - ZAC Landy-Nord                        |
| 353   | Ouverture / Fermeture 1er juillet 2017 / — | Longueur 7,5 km                                                                | Durée 37 min                                                                   | Nb. d’arrêts 18                                                                | Matériel Lion's City                                                           | Jours de fonctionnement L, Ma, Me, J, V, S, D                                  | Jour / Soir / Nuit / Fêtes O / O / N / O                                       | Voy. / an 0,84 millions (2 021)                                                | Centre-bus Saint-Denis - Gonesse                                               |
| 353   | Desserte : - Villes et lieux desservis : Saint-Denis (Université Paris-VIII, Centre des Archives Nationales, Stade Auguste-Delaune, Centre hospitalier de Saint-Denis : Hôpitaux Delafontaine et Danielle Casanova, Parc de la Légion d'Honneur, Stade de France, La Plaine Saint-Denis, Académie Fratellini, ZAC Landy Nord). - Stations et gares desservies : Saint-Denis - Université, Hôpital Delafontaine (T1) (depuis l'arrêt Joliot-Curie), Saint-Denis - Porte de Paris, La Plaine - Stade de France et Stade de France - Saint-Denis. |                                                                                |                                                                                |                                                                                |                                                                                |                                                                                |                                                                                |                                                                                |                                                                                |
| 353   | Autre : - Zones traversées : 2 et 3 - Arrêts non accessibles aux UFR : Lycée Paul Éluard dans les deux sens et Landy-Fruitiers vers ZAC Landy-Nord. - Particularités : La ligne fonctionne du lundi au samedi de 5 h 10 à 21 h 30 ainsi que les dimanches et fêtes à partir de 6 h 10. - Date de dernière mise à jour : 7 mars 2022. |                                                                                |                                                                                |                                                                                |                                                                                |                                                                                |                                                                                |                                                                                |                                                                                |
| 353   | Dernière actualisation : — |                                                                                |                                                                                |                                                                                |                                                                                |                                                                                |                                                                                |                                                                                |                                                                                |
| 355   | (Circulaire) Sarcelles - Lycée Jean-Jacques Rousseau ⥋ via Les Chardonnerettes | (Circulaire) Sarcelles - Lycée Jean-Jacques Rousseau ⥋ via Les Chardonnerettes | (Circulaire) Sarcelles - Lycée Jean-Jacques Rousseau ⥋ via Les Chardonnerettes | (Circulaire) Sarcelles - Lycée Jean-Jacques Rousseau ⥋ via Les Chardonnerettes | (Circulaire) Sarcelles - Lycée Jean-Jacques Rousseau ⥋ via Les Chardonnerettes | (Circulaire) Sarcelles - Lycée Jean-Jacques Rousseau ⥋ via Les Chardonnerettes | (Circulaire) Sarcelles - Lycée Jean-Jacques Rousseau ⥋ via Les Chardonnerettes | (Circulaire) Sarcelles - Lycée Jean-Jacques Rousseau ⥋ via Les Chardonnerettes | (Circulaire) Sarcelles - Lycée Jean-Jacques Rousseau ⥋ via Les Chardonnerettes |
| 355   | Ouverture / Fermeture Décembre 2000 / — | Longueur —                                                                     | Durée 16 min                                                                   | Nb. d’arrêts 9                                                                 | Matériel Lion's City                                                           | Jours de fonctionnement L, Ma, Me, J, V                                        | Jour / Soir / Nuit / Fêtes O / N / N / N                                       | Voy. / an 0,01 millions (2 021)                                                | Centre-bus Saint-Denis - Gonesse                                               |
| 355   | Desserte : - Villes et lieux desservis : Sarcelles (Lycée de la Tourelle, Lycée Jean-Jacques-Rousseau, Collège Victor-Hugo, Mairie, Plate-forme des services publics Chardonnerettes, Maison de quartier des Chardonnerettes…). - Stations et gares desservies : — |                                                                                |                                                                                |                                                                                |                                                                                |                                                                                |                                                                                |                                                                                |                                                                                |
| 355   | Autre : - Zone traversée : 4. - Arrêts non accessibles aux UFR : Lycée J.-J. Rousseau, Mairie de Sarcelles, Place du Souvenir Français et Avenue du Nid. - Particularités : La ligne fonctionne les lundis, mardis, jeudis et vendredis de 8 h 10 environ à 17 h 25 et le mercredi jusqu'à 13 h, uniquement en période scolaire, aux heures principales d'entrée et de sorties des lycées de la Tourelle et Jean-Jacques Rousseau. La ligne 355 est exploitée en commun avec la ligne 368. - Date de dernière mise à jour : 24 janvier 2018. |                                                                                |                                                                                |                                                                                |                                                                                |                                                                                |                                                                                |                                                                                |                                                                                |
| 355   | Dernière actualisation : — |                                                                                |                                                                                |                                                                                |                                                                                |                                                                                |                                                                                |                                                                                |                                                                                |
| 356   | Deuil-la-Barre - Marché des Mortefontaines ⥋ Saint-Denis - Cité Floréal | Deuil-la-Barre - Marché des Mortefontaines ⥋ Saint-Denis - Cité Floréal        | Deuil-la-Barre - Marché des Mortefontaines ⥋ Saint-Denis - Cité Floréal        | Deuil-la-Barre - Marché des Mortefontaines ⥋ Saint-Denis - Cité Floréal        | Deuil-la-Barre - Marché des Mortefontaines ⥋ Saint-Denis - Cité Floréal        | Deuil-la-Barre - Marché des Mortefontaines ⥋ Saint-Denis - Cité Floréal        | Deuil-la-Barre - Marché des Mortefontaines ⥋ Saint-Denis - Cité Floréal        | Deuil-la-Barre - Marché des Mortefontaines ⥋ Saint-Denis - Cité Floréal        | Deuil-la-Barre - Marché des Mortefontaines ⥋ Saint-Denis - Cité Floréal        |
| 356   | Ouverture / Fermeture 23 mai 1998 / — | Longueur 7,5 km                                                                | Durée 40 min                                                                   | Nb. d’arrêts 22                                                                | Matériel Lion's City                                                           | Jours de fonctionnement L, Ma, Me, J, V, S, D                                  | Jour / Soir / Nuit / Fêtes O / O / N / O                                       | Voy. / an 6,89 millions (2 022)                                                | Centre-bus Saint-Denis - Gonesse                                               |
| 356   | Desserte : - Villes et lieux desservis : Deuil-la-Barre (Marché des Mortefontaines), Épinay-sur-Seine, Montmagny, Villetaneuse (Collège Jean-Vilar, Centre national de la recherche scientifique (CNRS)), Saint-Denis (Stade Auguste-Delaune, Université Paris-VIII, Cité Floréal), Stains. - Stations et gares desservies : La Barre - Ormesson, Épinay - Villetaneuse, César et Delaunay-Belleville (T8), Roger Sémat (T5), Saint-Denis - Université. |                                                                                |                                                                                |                                                                                |                                                                                |                                                                                |                                                                                |                                                                                |                                                                                |
| 356   | Autre : - Zones traversées : 3 et 4. - Arrêts non accessibles aux UFR : Marché des Mortefontaines, Place de la Barre vers Cité Floréal, Maréchal Foch vers Marché des Mortefontaines, Les Trois Communes vers Marché des Mortefontaines, Delaunay-Belleville vers Marché des Mortefontaines, Roger Sémat vers Marché des Mortefontaines et Clos Hanot vers Cité Floréal. - Particularités : La ligne fonctionne du lundi au samedi de 5 h à 1 h environ et les dimanches et fêtes à partir de 6 h environ. Les vendredis, samedis et veilles de fêtes, le service est prolongé jusqu'à 2 h environ. - Date de dernière mise à jour : 16 juin 2024. |                                                                                |                                                                                |                                                                                |                                                                                |                                                                                |                                                                                |                                                                                |                                                                                |
| 356   | Dernière actualisation : — |                                                                                |                                                                                |                                                                                |                                                                                |                                                                                |                                                                                |                                                                                |                                                                                |

### Lignes 360 à 369
| Ligne | Caractéristiques | Caractéristiques                                                  | Caractéristiques                                                  | Caractéristiques                                                  | Caractéristiques                                                  | Caractéristiques                                                  | Caractéristiques                                                  | Caractéristiques                                                  | Caractéristiques                                                  |
| 360   | Hôpital de Garches ⥋ La Défense | Hôpital de Garches ⥋ La Défense                                   | Hôpital de Garches ⥋ La Défense                                   | Hôpital de Garches ⥋ La Défense                                   | Hôpital de Garches ⥋ La Défense                                   | Hôpital de Garches ⥋ La Défense                                   | Hôpital de Garches ⥋ La Défense                                   | Hôpital de Garches ⥋ La Défense                                   | Hôpital de Garches ⥋ La Défense                                   |
| ----- | --- | ----------------------------------------------------------------- | ----------------------------------------------------------------- | ----------------------------------------------------------------- | ----------------------------------------------------------------- | ----------------------------------------------------------------- | ----------------------------------------------------------------- | ----------------------------------------------------------------- | ----------------------------------------------------------------- |
| 360   | Ouverture / Fermeture 18 mai 1972 / — | Longueur —                                                        | Durée 25-45 min                                                   | Nb. d’arrêts 33                                                   | Matériel GX 337 Hybride                                           | Jours de fonctionnement L, Ma, Me, J, V, S, D                     | Jour / Soir / Nuit / Fêtes O / O / N / O                          | Voy. / an 1,64 millions (2 021)                                   | Centre-bus Charlebourg                                            |
| 360   | Desserte : - Villes et lieux desservis : Puteaux (Centre d'affaires de La Défense, Arche de la Défense, Centre commercial Les Quatre Temps, Centre des nouvelles industries et technologies), Nanterre, Suresnes (Forteresse du Mont-Valérien, Cimetière américain, Hôpital Foch), Saint-Cloud (Hippodrome de Saint-Cloud, Lycée Alexandre-Dumas, Cimetière) Marnes-la-Coquette, Garches (Cimetière, Église Saint-Louis, Institut Pasteur, Hôpital). - Stations et gares desservies : Garches - Marnes-la-Coquette, Saint-Cloud, Le Val d'Or, Suresnes-Mont-Valérien (T2), La Défense. |                                                                   |                                                                   |                                                                   |                                                                   |                                                                   |                                                                   |                                                                   |                                                                   |
| 360   | Autre : - Zone traversée : 3. - Arrêts non accessibles aux UFR : Regnault, Liberté-Plaideurs vers Hôpital de Garches, Les Bergères. - Particularités : La ligne fonctionne du lundi au samedi de 5 h 40 à 23 h environ et les dimanches et fêtes à partir de 6 h 30 environ. - Date de dernière mise à jour : 4 janvier 2024. |                                                                   |                                                                   |                                                                   |                                                                   |                                                                   |                                                                   |                                                                   |                                                                   |
| 360   | Dernière actualisation : — |                                                                   |                                                                   |                                                                   |                                                                   |                                                                   |                                                                   |                                                                   |                                                                   |
| 361   | Gare d'Argenteuil ⥋ Gare de Pierrefitte - Stains RER | Gare d'Argenteuil ⥋ Gare de Pierrefitte - Stains RER              | Gare d'Argenteuil ⥋ Gare de Pierrefitte - Stains RER              | Gare d'Argenteuil ⥋ Gare de Pierrefitte - Stains RER              | Gare d'Argenteuil ⥋ Gare de Pierrefitte - Stains RER              | Gare d'Argenteuil ⥋ Gare de Pierrefitte - Stains RER              | Gare d'Argenteuil ⥋ Gare de Pierrefitte - Stains RER              | Gare d'Argenteuil ⥋ Gare de Pierrefitte - Stains RER              | Gare d'Argenteuil ⥋ Gare de Pierrefitte - Stains RER              |
| 361   | Ouverture / Fermeture 23 mai 1998 / — | Longueur 12,9 km                                                  | Durée 55 min                                                      | Nb. d’arrêts 38                                                   | Matériel Lion's City                                              | Jours de fonctionnement L, Ma, Me, J, V, S, D                     | Jour / Soir / Nuit / Fêtes O / O / N / O                          | Voy. / an 3,70 millions (2 021)                                   | Centre-bus Saint-Denis - Gonesse                                  |
| 361   | Desserte : - Villes et lieux desservis : Argenteuil, Épinay-sur-Seine (Fort de la Briche, Stade Léo-Lagrange, Cité d'Orgemont, Lycée Jacques-Feyder, Centre commercial l'Ilo, Clinique), Villetaneuse (Université Paris-XIII, Église) et Pierrefitte-sur-Seine (Mairie). - Stations et gares desservies : Argenteuil, Épinay - Orgemont (T8), Épinay-sur-Seine (T8, T11), Gilbert Bonnemaison et Rose Bertin (T8), Épinay - Villetaneuse (T11), Villetaneuse - Université (T8, T11), Mairie de Pierrefitte et Alcide d'Orbigny (T5), Pierrefitte - Stains (T11). |                                                                   |                                                                   |                                                                   |                                                                   |                                                                   |                                                                   |                                                                   |                                                                   |
| 361   | Autre : - Zones traversées : 3 et 4. - Arrêts non accessibles aux UFR : Belvédère, Gilbert Bonnemaison et Épinay - Villetaneuse - Les Arcades vers Argenteuil, Gare d'Épinay - Villetaneuse, Sablons vers Argenteuil, Villetaneuse - Université, Chemin des Roses vers Pierrefitte. - Particularités : La ligne fonctionne du lundi au vendredi de 5 h 20 à 0 h 30 environ, les samedis à partir de 5 h 30 et les dimanches et fêtes à partir de 6 h 10. - Mise en service de la ligne de tramway T8 : À l'occasion de cette mise en service, la ligne 361 fusionne avec la ligne 354 et, de ce fait, est prolongée à Pierrefitte-Stains RER. - Date de dernière mise à jour : 8 avril 2022. |                                                                   |                                                                   |                                                                   |                                                                   |                                                                   |                                                                   |                                                                   |                                                                   |
| 361   | Dernière actualisation : — |                                                                   |                                                                   |                                                                   |                                                                   |                                                                   |                                                                   |                                                                   |                                                                   |
| 363   | Nanterre - Préfecture RER ⥋ Bois-Colombes - Les Bruyères | Nanterre - Préfecture RER ⥋ Bois-Colombes - Les Bruyères          | Nanterre - Préfecture RER ⥋ Bois-Colombes - Les Bruyères          | Nanterre - Préfecture RER ⥋ Bois-Colombes - Les Bruyères          | Nanterre - Préfecture RER ⥋ Bois-Colombes - Les Bruyères          | Nanterre - Préfecture RER ⥋ Bois-Colombes - Les Bruyères          | Nanterre - Préfecture RER ⥋ Bois-Colombes - Les Bruyères          | Nanterre - Préfecture RER ⥋ Bois-Colombes - Les Bruyères          | Nanterre - Préfecture RER ⥋ Bois-Colombes - Les Bruyères          |
| 363   | Ouverture / Fermeture 3 mars 2025 / — | Longueur 5,3 km                                                   | Durée 20 minutes min                                              | Nb. d’arrêts 14                                                   | Matériel GX 137                                                   | Jours de fonctionnement L, Ma, Me, J, V, S, D                     | Jour / Soir / Nuit / Fêtes O / N / N / O                          | Voy. / an —                                                       | Centre-bus Asnières                                               |
| 363   | Desserte : - Villes et lieux desservis : Nanterre, Courbevoie, La Garenne-Colombes (Mairie, Place de Belgique, Lycée La Tournelle, Cimetière communal) et Bois-Colombes (Lycée Albert Camus, Parc des Bruyères). - Stations et gares desservies : Nanterre - Préfecture, Nanterre - La Folie, La Garenne-Colombes, Charlebourg (T2), Bécon-les-Bruyères (depuis l'arrêt 'Les Bruyères'). |                                                                   |                                                                   |                                                                   |                                                                   |                                                                   |                                                                   |                                                                   |                                                                   |
| 363   | Autre : - Zone traversée : 3. - Arrêts non accessibles aux UFR : tous - Date de dernière mise à jour : 5 mars 2025. |                                                                   |                                                                   |                                                                   |                                                                   |                                                                   |                                                                   |                                                                   |                                                                   |
| 363   | Dernière actualisation : — |                                                                   |                                                                   |                                                                   |                                                                   |                                                                   |                                                                   |                                                                   |                                                                   |
| 366   | Église de Colombes ⥋ Asnières - Bords de Seine | Église de Colombes ⥋ Asnières - Bords de Seine                    | Église de Colombes ⥋ Asnières - Bords de Seine                    | Église de Colombes ⥋ Asnières - Bords de Seine                    | Église de Colombes ⥋ Asnières - Bords de Seine                    | Église de Colombes ⥋ Asnières - Bords de Seine                    | Église de Colombes ⥋ Asnières - Bords de Seine                    | Église de Colombes ⥋ Asnières - Bords de Seine                    | Église de Colombes ⥋ Asnières - Bords de Seine                    |
| 366   | Ouverture / Fermeture 19 décembre 1999 / — | Longueur —                                                        | Durée 45-55 min                                                   | Nb. d’arrêts 24 / 28                                              | Matériel GX 137 Cytios 4/23                                       | Jours de fonctionnement L, Ma, Me, J, V, S, D                     | Jour / Soir / Nuit / Fêtes O / N / N / O                          | Voy. / an 0,68 millions (2 021)                                   | Centre-bus Charlebourg                                            |
| 366   | Desserte : - Villes et lieux desservis : Colombes (Église Saint-Pierre-Saint-Paul, Ancienne église Saint-Pierre-Saint-Paul, Mairie, Mairie de Quartier), Asnières-sur-Seine, Gennevilliers (Fossé de l'Aumône, Mairie). - Stations et gares desservies : Colombes, Le Stade, Les Agnettes, Les Grésillons. |                                                                   |                                                                   |                                                                   |                                                                   |                                                                   |                                                                   |                                                                   |                                                                   |
| 366   | Autre : - Zone traversée : 3. - Arrêts non accessibles aux UFR : Besson - Gare de Colombes, Henri Robert vers Église de Colombes, Robert Lavergne vers Église de Colombes, Debussy - Chandon vers Église de Colombes, Barbusse vers Église de Colombes. - Amplitudes horaires : La ligne fonctionne du lundi au vendredi de 6 h 30 à 21 h 5 et le week-end de 7 h à 20 h 35. - Date de dernière mise à jour : 11 février 2024. |                                                                   |                                                                   |                                                                   |                                                                   |                                                                   |                                                                   |                                                                   |                                                                   |
| 366   | Dernière actualisation : — |                                                                   |                                                                   |                                                                   |                                                                   |                                                                   |                                                                   |                                                                   |                                                                   |
| 367   | Rueil-Malmaison RER ⥋ Pont de Bezons | Rueil-Malmaison RER ⥋ Pont de Bezons                              | Rueil-Malmaison RER ⥋ Pont de Bezons                              | Rueil-Malmaison RER ⥋ Pont de Bezons                              | Rueil-Malmaison RER ⥋ Pont de Bezons                              | Rueil-Malmaison RER ⥋ Pont de Bezons                              | Rueil-Malmaison RER ⥋ Pont de Bezons                              | Rueil-Malmaison RER ⥋ Pont de Bezons                              | Rueil-Malmaison RER ⥋ Pont de Bezons                              |
| 367   | Ouverture / Fermeture 19 octobre 1992 / — | Longueur —                                                        | Durée 25-45 min                                                   | Nb. d’arrêts 35                                                   | Matériel Urbanway 12 GNV                                          | Jours de fonctionnement L, Ma, Me, J, V                           | Jour / Soir / Nuit / Fêtes O / N / N / N                          | Voy. / an 0,78 millions (2 021)                                   | Centre-bus Nanterre                                               |
| 367   | Desserte : - Villes et lieux desservis : Rueil-Malmaison (Église Sainte-Thérèse, Hôpital Les Martinets, Stade Bergassou), Nanterre (Mosquée, Université Paris X, Hautes Pâtures), Bezons (Pont de Bezons). - Stations et gares desservies : Rueil-Malmaison, Nanterre-Ville, Nanterre-Université, Pont de Bezons (T2). |                                                                   |                                                                   |                                                                   |                                                                   |                                                                   |                                                                   |                                                                   |                                                                   |
| 367   | Autre : - Zones traversées : 3 et 4. - Arrêts non accessibles aux UFR : Paul Lescop vers Bezons, Nanterre - Université RER - Gascogne, Noël Pons, Rue des Hautes Pâtures n°11 et Périparc vers Bezons, Université Paris 10. - Particularités : La ligne ne circule que du lundi au vendredi, de 5 h 40 à 22 h 10. Des services partiels circulent entre Rueil-Malmaison RER et Nanterre-Ville RER en début de service, en début d'après-midi et de 20 h 30 à 22 h 10, fin de service. Les derniers services faisant la totalité du parcours partent de leur terminus respectif à 20 h 30. - Date de dernière mise à jour : 23 juillet 2025.                                                  |                                                                   |                                                                   |                                                                   |                                                                   |                                                                   |                                                                   |                                                                   |                                                                   |
| 367   | Dernière actualisation : — |                                                                   |                                                                   |                                                                   |                                                                   |                                                                   |                                                                   |                                                                   |                                                                   |
| 368   | (Sarcelles) - Place du Souvenir Français ⥋ Garges - Sarcelles RER | (Sarcelles) - Place du Souvenir Français ⥋ Garges - Sarcelles RER | (Sarcelles) - Place du Souvenir Français ⥋ Garges - Sarcelles RER | (Sarcelles) - Place du Souvenir Français ⥋ Garges - Sarcelles RER | (Sarcelles) - Place du Souvenir Français ⥋ Garges - Sarcelles RER | (Sarcelles) - Place du Souvenir Français ⥋ Garges - Sarcelles RER | (Sarcelles) - Place du Souvenir Français ⥋ Garges - Sarcelles RER | (Sarcelles) - Place du Souvenir Français ⥋ Garges - Sarcelles RER | (Sarcelles) - Place du Souvenir Français ⥋ Garges - Sarcelles RER |
| 368   | Ouverture / Fermeture 7 avril 1972 / — | Longueur —                                                        | Durée 35 min                                                      | Nb. d’arrêts 23                                                   | Matériel Lion's City                                              | Jours de fonctionnement L, Ma, Me, J, V, S                        | Jour / Soir / Nuit / Fêtes O / N / N / N                          | Voy. / an 0,98 millions (2 021)                                   | Centre-bus Saint-Denis - Gonesse                                  |
| 368   | Desserte : - Villes et lieux desservis : Sarcelles (Gare, Parc Kennedy, Marché, Centre commercial Les Flanades, IUT, Centre sportif Nelson-Mandela, Centre commercial My Place, Sous-préfecture du Val-d'Oise, Lycée Saint-Rosaire, Lycée de la Tourelle, Lycée Jean-Jacques Rousseau, Mairie, Cimetière). - Stations et gares desservies : Les Cholettes, Les Flanades, Paul Valéry et Lochères (T5), Garges - Sarcelles (T5). |                                                                   |                                                                   |                                                                   |                                                                   |                                                                   |                                                                   |                                                                   |                                                                   |
| 368   | Autre : - Zone traversée : 4. - Arrêts non accessibles aux UFR: Aucun. - Particularités : La ligne fonctionne du lundi au samedi de 6 h à 21 h 5. La ligne 368 est exploitée en commun avec la ligne 355. - Date de dernière mise à jour : 15 juin 2024. |                                                                   |                                                                   |                                                                   |                                                                   |                                                                   |                                                                   |                                                                   |                                                                   |
| 368   | Dernière actualisation : — |                                                                   |                                                                   |                                                                   |                                                                   |                                                                   |                                                                   |                                                                   |                                                                   |

### Lignes 370 à 379
| Ligne | Caractéristiques | Caractéristiques                                                         | Caractéristiques                                                         | Caractéristiques                                                         | Caractéristiques                                                         | Caractéristiques                                                         | Caractéristiques                                                         | Caractéristiques                                                         | Caractéristiques                                                         |
| 370   | Villiers-le-Bel RER ⥋ Marché de Saint-Brice / via Les Carreaux (Navette) | Villiers-le-Bel RER ⥋ Marché de Saint-Brice / via Les Carreaux (Navette) | Villiers-le-Bel RER ⥋ Marché de Saint-Brice / via Les Carreaux (Navette) | Villiers-le-Bel RER ⥋ Marché de Saint-Brice / via Les Carreaux (Navette) | Villiers-le-Bel RER ⥋ Marché de Saint-Brice / via Les Carreaux (Navette) | Villiers-le-Bel RER ⥋ Marché de Saint-Brice / via Les Carreaux (Navette) | Villiers-le-Bel RER ⥋ Marché de Saint-Brice / via Les Carreaux (Navette) | Villiers-le-Bel RER ⥋ Marché de Saint-Brice / via Les Carreaux (Navette) | Villiers-le-Bel RER ⥋ Marché de Saint-Brice / via Les Carreaux (Navette) |
| ----- | --- | ------------------------------------------------------------------------ | ------------------------------------------------------------------------ | ------------------------------------------------------------------------ | ------------------------------------------------------------------------ | ------------------------------------------------------------------------ | ------------------------------------------------------------------------ | ------------------------------------------------------------------------ | ------------------------------------------------------------------------ |
| 370   | Ouverture / Fermeture 30 janvier 1995 / — | Longueur 7,6 km/ 2,8 km                                                  | Durée 17-20 / — min                                                      | Nb. d’arrêts 18 / 6                                                      | Matériel Lion's City                                                     | Jours de fonctionnement L, Ma, Me, J, V, S                               | Jour / Soir / Nuit / Fêtes O / N / N / N                                 | Voy. / an 0,27 millions (2 021)                                          | Centre-bus Saint-Denis - Gonesse                                         |
| 370   | Desserte : - Villes et lieux desservis : Saint-Brice-sous-Forêt (Marché, Mairie), Sarcelles (Lycée Saint-Rosaire, Lycée de la Tourelle), Arnouville (Stade, Les Maronniers). - Gares desservies : Sarcelles - Saint-Brice, Villiers-le-Bel - Gonesse - Arnouville. |                                                                          |                                                                          |                                                                          |                                                                          |                                                                          |                                                                          |                                                                          |                                                                          |
| 370   | Autre : - Zone traversée : 4. - Arrêts non accessibles aux UFR : Rue de la Malière, Gare de Sarcelles-Saint Brice & Les Maronniers vers Marché de Saint-Brice, Henri Barbusse, Le Stade & Jean Jaurès vers Villiers-le-Bel RER; Rue Scribe, Voltaire dans la navette des Carreaux. - Particularités : La ligne fonctionne du lundi au samedi de 5 h 45 à 21 h. Jumelée avec la ligne 269, elle fonctionne à raison d'un bus par heure du lundi au samedi (hors navette des Carreaux). - Date de dernière mise à jour : 3 octobre 2021. |                                                                          |                                                                          |                                                                          |                                                                          |                                                                          |                                                                          |                                                                          |                                                                          |
| 370   | Dernière actualisation : — |                                                                          |                                                                          |                                                                          |                                                                          |                                                                          |                                                                          |                                                                          |                                                                          |
| 372   | Le Vert de Maisons RER ⥋ Maisons-Alfort - Quai de Marne | Le Vert de Maisons RER ⥋ Maisons-Alfort - Quai de Marne                  | Le Vert de Maisons RER ⥋ Maisons-Alfort - Quai de Marne                  | Le Vert de Maisons RER ⥋ Maisons-Alfort - Quai de Marne                  | Le Vert de Maisons RER ⥋ Maisons-Alfort - Quai de Marne                  | Le Vert de Maisons RER ⥋ Maisons-Alfort - Quai de Marne                  | Le Vert de Maisons RER ⥋ Maisons-Alfort - Quai de Marne                  | Le Vert de Maisons RER ⥋ Maisons-Alfort - Quai de Marne                  | Le Vert de Maisons RER ⥋ Maisons-Alfort - Quai de Marne                  |
| 372   | Ouverture / Fermeture 1er juin 1990 / — | Longueur 7,45 km                                                         | Durée 25-30 min                                                          | Nb. d’arrêts 16                                                          | Matériel GX 137 Cytios 4/23                                              | Jours de fonctionnement L, Ma, Me, J, V, S                               | Jour / Soir / Nuit / Fêtes O / N / N / N                                 | Voy. / an 0,07 millions (2 021)                                          | Centre-bus Créteil                                                       |
| 372   | Desserte : - Villes et lieux desservis : Maisons-Alfort (Parc du Vert de Maisons, Groupe Scolaire Jules Ferry, Usine Biospringer, Mairie, Eglise de Saint Rémi , Lycée Delacroix, Stade Cubizolles, Stade Delaune, Fort de Charenton, Collège Herriot, Stade de Charentonneau, Marché, Eglise de Charentonneau, Groupe Scolaire Condorcet, Parc des Planètes). - Stations et gares desservies : Gare du Vert de Maisons, Gare de Maisons-Alfort - Alfortville, Maisons-Alfort - Stade (depuis l'arrêt 8 mai 1945).                     |                                                                          |                                                                          |                                                                          |                                                                          |                                                                          |                                                                          |                                                                          |                                                                          |
| 372   | Autre : - Zone traversée : 3. - Arrêts non accessibles aux UFR : Tous. - Date de dernière mise à jour : 27 novembre 2023. |                                                                          |                                                                          |                                                                          |                                                                          |                                                                          |                                                                          |                                                                          |                                                                          |
| 372   | Dernière actualisation : — |                                                                          |                                                                          |                                                                          |                                                                          |                                                                          |                                                                          |                                                                          |                                                                          |
| 378   | Nanterre-Ville RER ⥋ Asnières - Gennevilliers - Les Courtilles | Nanterre-Ville RER ⥋ Asnières - Gennevilliers - Les Courtilles           | Nanterre-Ville RER ⥋ Asnières - Gennevilliers - Les Courtilles           | Nanterre-Ville RER ⥋ Asnières - Gennevilliers - Les Courtilles           | Nanterre-Ville RER ⥋ Asnières - Gennevilliers - Les Courtilles           | Nanterre-Ville RER ⥋ Asnières - Gennevilliers - Les Courtilles           | Nanterre-Ville RER ⥋ Asnières - Gennevilliers - Les Courtilles           | Nanterre-Ville RER ⥋ Asnières - Gennevilliers - Les Courtilles           | Nanterre-Ville RER ⥋ Asnières - Gennevilliers - Les Courtilles           |
| 378   | Ouverture / Fermeture 26 septembre 1988 / — | Longueur 9,11 km                                                         | Durée 30 min                                                             | Nb. d’arrêts 27                                                          | Matériel Urbanway 12                                                     | Jours de fonctionnement L, Ma, Me, J, V, S, D                            | Jour / Soir / Nuit / Fêtes O / O / N / O                                 | Voy. / an 7,56 millions (2 023)                                          | Centre-bus Charlebourg                                                   |
| 378   | Desserte : - Villes et lieux desservis : Nanterre (Maison d’arrêt, Université Paris X, Église Sainte-Catherine de Sienne, Hôpital Max-Fourestier), Colombes (Nouveau cimetière, Église Sacré-Cœur, Cimetière, Église Saint-Pierre Saint-Paul, Mairie), Bois-Colombes (Avenue de l'Agent-Sarre), Asnières-sur-Seine (Cimetière d'Asnières, Stade Léo-Lagrange, Centre sportif des Courtilles). - Stations et gares desservies : Nanterre-Ville, Victor Basch (T2), Colombes, Les Courtilles.                                            |                                                                          |                                                                          |                                                                          |                                                                          |                                                                          |                                                                          |                                                                          |                                                                          |
| 378   | Autre : - Zone traversée : 3. - Arrêts non accessibles aux UFR : Freycinet vers Nanterre, Quatre Routes-La Redoute, Quatre Routes. - Particularités : Le service est assuré du lundi au samedi de 4 h 50 à 0 h 40 et le dimanche à partir de 1 h 25. Aux heures de pointe, il y a des services partiels assurés entre Victor Basch et Les Courtilles, faisant passer la fréquence de desserte de cette section de 6 à 12 bus par heure (soit un bus toutes les 5 minutes). - Date de dernière mise à jour : 12 juin 2023.              |                                                                          |                                                                          |                                                                          |                                                                          |                                                                          |                                                                          |                                                                          |                                                                          |
| 378   | Dernière actualisation : — |                                                                          |                                                                          |                                                                          |                                                                          |                                                                          |                                                                          |                                                                          |                                                                          |

### Lignes 380 à 389
| Ligne | Caractéristiques | Caractéristiques                                                     | Caractéristiques                                                     | Caractéristiques                                                     | Caractéristiques                                                     | Caractéristiques                                                     | Caractéristiques                                                     | Caractéristiques                                                     | Caractéristiques                                                     |
| 380   | Arcueil - Vache Noire - Centre Commercial ⥋ Villejuif - Louis Aragon | Arcueil - Vache Noire - Centre Commercial ⥋ Villejuif - Louis Aragon | Arcueil - Vache Noire - Centre Commercial ⥋ Villejuif - Louis Aragon | Arcueil - Vache Noire - Centre Commercial ⥋ Villejuif - Louis Aragon | Arcueil - Vache Noire - Centre Commercial ⥋ Villejuif - Louis Aragon | Arcueil - Vache Noire - Centre Commercial ⥋ Villejuif - Louis Aragon | Arcueil - Vache Noire - Centre Commercial ⥋ Villejuif - Louis Aragon | Arcueil - Vache Noire - Centre Commercial ⥋ Villejuif - Louis Aragon | Arcueil - Vache Noire - Centre Commercial ⥋ Villejuif - Louis Aragon |
| ----- | --- | -------------------------------------------------------------------- | -------------------------------------------------------------------- | -------------------------------------------------------------------- | -------------------------------------------------------------------- | -------------------------------------------------------------------- | -------------------------------------------------------------------- | -------------------------------------------------------------------- | -------------------------------------------------------------------- |
| 380   | Ouverture / Fermeture 1er janvier 2015 / — | Longueur 6 km                                                        | Durée 26 min                                                         | Nb. d’arrêts 14                                                      | Matériel GX337 Elec                                                  | Jours de fonctionnement L, Ma, Me, J, V, S, D                        | Jour / Soir / Nuit / Fêtes O / O / N / O                             | Voy. / an 1,48 millions (2 021)                                      | Centre-bus Vitry                                                     |
| 380   | Desserte : - Villes et lieux desservis : Arcueil (Hôtel de ville, Centre commercial La Vache-Noire) et Villejuif (Institut Gustave-Roussy, Hôpital spécialisé Paul Giraud). - Stations et gares desservies : Gare de Laplace (RER B), Villejuif - Gustave Roussy (M14), Villejuif - Louis Aragon (M7 et T7). |                                                                      |                                                                      |                                                                      |                                                                      |                                                                      |                                                                      |                                                                      |                                                                      |
| 380   | Autre : - Zones traversées : 2 et 3. - Arrêts non accessibles aux UFR : Villejuif - Louis Aragon. - Vers Arcueil - Vache Noire - Centre Commercial : Quatre Chemins. - Vers Villejuif - Louis Aragon : Hôpital Paul Giraud. - Amplitudes horaires : La ligne fonctionne tous les jours : - vers Arcueil - Vache Noire - Centre Commercial : avec un premier départ à 6 h 0 du lundi au dimanche et jours fériés, le dernier départ étant fixé à 0 h 30 du lundi au dimanche et jours fériés ; - vers Villejuif - Louis Aragon : avec un premier départ à 6 h 15 du lundi au dimanche et jours fériés, le dernier départ étant fixé à 0 h 55 du lundi au dimanche et jours fériés. - Remplacement de ligne : Remplaçant l'ancienne ligne 580 (ou t-IGR), la ligne 380 est exploitée par des bus standard et non plus par des midibus. Son itinéraire est prolongé à l'ouest jusqu'au quartier de La Vache-Noire. Sa fréquence est améliorée en soirée et le samedi. - Date de dernière mise à jour : 8 juillet 2023. |                                                                      |                                                                      |                                                                      |                                                                      |                                                                      |                                                                      |                                                                      |                                                                      |
| 380   | Dernière actualisation : — |                                                                      |                                                                      |                                                                      |                                                                      |                                                                      |                                                                      |                                                                      |                                                                      |
| 382   | Gare de Thiais - Orly ⥋ Les Ardoines RER | Gare de Thiais - Orly ⥋ Les Ardoines RER                             | Gare de Thiais - Orly ⥋ Les Ardoines RER                             | Gare de Thiais - Orly ⥋ Les Ardoines RER                             | Gare de Thiais - Orly ⥋ Les Ardoines RER                             | Gare de Thiais - Orly ⥋ Les Ardoines RER                             | Gare de Thiais - Orly ⥋ Les Ardoines RER                             | Gare de Thiais - Orly ⥋ Les Ardoines RER                             | Gare de Thiais - Orly ⥋ Les Ardoines RER                             |
| 382   | Ouverture / Fermeture 3 janvier 2022 / — | Longueur —                                                           | Durée —                                                              | Nb. d’arrêts 19                                                      | Matériel GX 137                                                      | Jours de fonctionnement L, Ma, Me, J, V, S                           | Jour / Soir / Nuit / Fêtes O / O / N / N                             | Voy. / an —                                                          | Centre-bus Thiais                                                    |
| 382   | Desserte : - Villes et lieux desservis : Thiais (Centre commercial Thiais-Village, Mairie), Vitry-sur-Seine. - Stations et gares desservies : Gare du Pont de Rungis - Aéroport d'Orly (RER C), Thiais - Orly (M 14), Alouettes (Tvm), Carrefour de la Résistance (Tvm et 393), Trois Communes et Watteau - Rondenay (T9), Gare des Ardoines (RER C). |                                                                      |                                                                      |                                                                      |                                                                      |                                                                      |                                                                      |                                                                      |                                                                      |
| 382   | Autre : - Zone traversées : 3 et 4. - Arrêts non accessibles aux UFR : - Amplitudes horaires : La ligne fonctionne du lundi au samedi. Aucun service n’est assuré le dimanche et les jours fériés : - vers Gare de Thiais - Orly : - Premier départ du lundi au samedi à 6 h 0. - Dernier départ du lundi au samedi à 23 h 45. - vers Les Ardoines RER : - Premier départ du lundi au samedi à 6 h 0. - Dernier départ du lundi au samedi à 23 h 45. - Particularités : Le tronçon Watteau Rondenay - Les Ardoines n'est pas assuré à l'ouverture de la ligne et ouvre le 3 octobre 2022. - Date de dernière mise à jour : 31 juillet 2024. |                                                                      |                                                                      |                                                                      |                                                                      |                                                                      |                                                                      |                                                                      |                                                                      |
| 382   | Dernière actualisation : — |                                                                      |                                                                      |                                                                      |                                                                      |                                                                      |                                                                      |                                                                      |                                                                      |
| 385   | Épinay-sur-Orge RER ⥋ Juvisy RER | Épinay-sur-Orge RER ⥋ Juvisy RER                                     | Épinay-sur-Orge RER ⥋ Juvisy RER                                     | Épinay-sur-Orge RER ⥋ Juvisy RER                                     | Épinay-sur-Orge RER ⥋ Juvisy RER                                     | Épinay-sur-Orge RER ⥋ Juvisy RER                                     | Épinay-sur-Orge RER ⥋ Juvisy RER                                     | Épinay-sur-Orge RER ⥋ Juvisy RER                                     | Épinay-sur-Orge RER ⥋ Juvisy RER                                     |
| 385   | Ouverture / Fermeture 1er octobre 1993 / — | Longueur —                                                           | Durée 30-35 min                                                      | Nb. d’arrêts 23 22                                                   | Matériel Lion's City GNV                                             | Jours de fonctionnement L, Ma, Me, J, V, S, D                        | Jour / Soir / Nuit / Fêtes O / O / N / O                             | Voy. / an 1,18 millions (2 021)                                      | Centre-bus Thiais                                                    |
| 385   | Desserte : - Villes et lieux desservis : Épinay-sur-Orge, Savigny-sur-Orge (Mairie) et Juvisy-sur-Orge (Marché, Mairie, Parc des Grottes). - Stations et gares desservies : Épinay-sur-Orge, Savigny-sur-Orge, Juvisy. |                                                                      |                                                                      |                                                                      |                                                                      |                                                                      |                                                                      |                                                                      |                                                                      |
| 385   | Autre : - Zone traversée : 4. - Arrêts non accessibles aux UFR : Tous. - Amplitudes horaires : La ligne fonctionne du lundi au samedi de 4 h 20 à 0 h 50 environ et les dimanches et fêtes à partir de 5 h 45. Elle est prolongée de Savigny-sur-Orge – Toulouse-Lautrec à Épinay-sur-Orge RER du lundi au samedi en heures creuses uniquement (toute la journée ainsi que le dimanche depuis décembre 2023). - Particularités : Depuis l'achèvement des travaux de rénovation (fin novembre 2019) de la gare routière jouxtant la gare de Juvisy, la ligne retrouve son terminus originel à Juvisy RER. - Date de dernière mise à jour : 6 juin 2024. |                                                                      |                                                                      |                                                                      |                                                                      |                                                                      |                                                                      |                                                                      |                                                                      |
| 385   | Dernière actualisation : — |                                                                      |                                                                      |                                                                      |                                                                      |                                                                      |                                                                      |                                                                      |                                                                      |
| 388   | Porte d'Orléans ⥋ Bourg-la-Reine RER | Porte d'Orléans ⥋ Bourg-la-Reine RER                                 | Porte d'Orléans ⥋ Bourg-la-Reine RER                                 | Porte d'Orléans ⥋ Bourg-la-Reine RER                                 | Porte d'Orléans ⥋ Bourg-la-Reine RER                                 | Porte d'Orléans ⥋ Bourg-la-Reine RER                                 | Porte d'Orléans ⥋ Bourg-la-Reine RER                                 | Porte d'Orléans ⥋ Bourg-la-Reine RER                                 | Porte d'Orléans ⥋ Bourg-la-Reine RER                                 |
| 388   | Ouverture / Fermeture 1er octobre 1988 / — | Longueur —                                                           | Durée 30 min                                                         | Nb. d’arrêts 31                                                      | Matériel Citelis 12                                                  | Jours de fonctionnement L, Ma, Me, J, V, S, D                        | Jour / Soir / Nuit / Fêtes O / O / N / O                             | Voy. / an 2,94 millions (2 021)                                      | Centre-bus Malakoff                                                  |
| 388   | Desserte : - Villes et lieux desservis : Paris 14e (Cimetière de Montrouge, Stade Jules-Noël, Porte d'Orléans), Malakoff (Centre bus RATP), Montrouge (École normale supérieure dentaire), Châtillon (Mairie, Ateliers d'entretien du TGV Atlantique, Ex-gare de triage de Montrouge), Bagneux (Mairie, Parc Robespierre, Square Cosson, Square Rousseau, Square du 19-Mars-1962, Marché, Collège Barbusse, Port Galand), Bourg-la-Reine (Mairie, Collège Galois). - Stations et gares desservies : Porte d'Orléans, Jean Moulin (T3a), Châtillon - Montrouge, Bagneux - Lucie Aubrac (depuis l’arrêt Martyrs de Châteaubriant - Métro), Gare de Bourg-la-Reine. |                                                                      |                                                                      |                                                                      |                                                                      |                                                                      |                                                                      |                                                                      |                                                                      |
| 388   | Autre : - Zone traversée : 1 à 3. - Arrêts non accessibles aux UFR : Rue du 8 Mai 1945, Bourg-la-Reine RER. - Vers Porte d’Orléans : Les Bas Coquarts. - Vers Bourg-la-Reine RER : Pierre Sémard, Frère Lumière. - Particularités : La ligne fonctionne du lundi au samedi de 5 h 50 à 1 h du matin environ et le dimanche à partir de 6 h environ. Les vendredis, samedis et veilles de fête, le service est prolongé d'une heure pour se terminer à 2 h. - Mise en service du tramway T6 : Depuis le 13 décembre 2014, la ligne 388 est prolongée de Châtillon - Montrouge à Porte d'Orléans, en reprenant l'itinéraire de l'ancienne ligne 295 qui fut supprimée en décembre 2014 à l'occasion de la mise en service de la ligne de tramway T6. - Date de dernière mise à jour : 6 mai 2022. |                                                                      |                                                                      |                                                                      |                                                                      |                                                                      |                                                                      |                                                                      |                                                                      |
| 388   | Dernière actualisation : — |                                                                      |                                                                      |                                                                      |                                                                      |                                                                      |                                                                      |                                                                      |                                                                      |
| 389   | Hôtel de Ville de Boulogne-Billancourt ⥋ Clamart - Georges Pompidou | Hôtel de Ville de Boulogne-Billancourt ⥋ Clamart - Georges Pompidou  | Hôtel de Ville de Boulogne-Billancourt ⥋ Clamart - Georges Pompidou  | Hôtel de Ville de Boulogne-Billancourt ⥋ Clamart - Georges Pompidou  | Hôtel de Ville de Boulogne-Billancourt ⥋ Clamart - Georges Pompidou  | Hôtel de Ville de Boulogne-Billancourt ⥋ Clamart - Georges Pompidou  | Hôtel de Ville de Boulogne-Billancourt ⥋ Clamart - Georges Pompidou  | Hôtel de Ville de Boulogne-Billancourt ⥋ Clamart - Georges Pompidou  | Hôtel de Ville de Boulogne-Billancourt ⥋ Clamart - Georges Pompidou  |
| 389   | Ouverture / Fermeture 1er octobre 1996 / — | Longueur —                                                           | Durée 44-50 min                                                      | Nb. d’arrêts 39                                                      | Matériel Citaro Facelift                                             | Jours de fonctionnement L, Ma, Me, J, V, S                           | Jour / Soir / Nuit / Fêtes O / O / N / N                             | Voy. / an 0,88 millions (2 021)                                      | Centre-bus Fontenay                                                  |
| 389   | Desserte : - Villes et lieux desservis : Boulogne-Billancourt (Mairie, Parc de Billancourt), Issy-les-Moulineaux (Île Saint-Germain, Centre commercial des Trois-Moulins), Meudon (Groupe scolaire Brossolette, Église Notre-Dame de l'Assomption, Hangar Y, Église de Meudon, Cimetière de Trivaux), Lycée de Villebon et Clamart. - Stations et gares desservies : Billancourt, Les Moulineaux et Meudon-sur-Seine (T2), Bellevue, Georges Pompidou (T6). |                                                                      |                                                                      |                                                                      |                                                                      |                                                                      |                                                                      |                                                                      |                                                                      |
| 389   | Autre : - Zones traversées : 2 et 3. - Arrêts non accessibles aux UFR : Place Jules-Guesde, Pont de Billancourt, Les Moulineaux vers Hôtel de Ville de Boulogne, Paul Besnard, Verdun - Docteur Lombard, Gardes - Vaugirard, Tapis Vert, Aérodrome Morane. - Amplitudes horaires : La ligne fonctionne du lundi au vendredi de 6 h 50 à 23 h et le samedi jusqu'à 20 h environ. - Particularités : Du lundi au vendredi, il y a une desserte scolaire du lycée de Villebon aux heures principales d'entrée (deux passages dans le sens Hôtel de Ville de Boulogne → Clamart) et de sortie (trois passages dans le sens Clamart → Boulogne) de l'établissement. La ligne est financée par le GPSO (Grand Paris Seine Ouest). - Date de dernière mise à jour : 28 septembre 2023. |                                                                      |                                                                      |                                                                      |                                                                      |                                                                      |                                                                      |                                                                      |                                                                      |
| 389   | Dernière actualisation : — |                                                                      |                                                                      |                                                                      |                                                                      |                                                                      |                                                                      |                                                                      |                                                                      |

### Lignes 390 à 399
Pour la ligne 393 (TCSP) Thiais - Carrefour de la Résistance ↔ Sucy - Bonneuil RER, voir la page consacrée à la ligne.
| Ligne | Caractéristiques | Caractéristiques | Caractéristiques | Caractéristiques | Caractéristiques | Caractéristiques | Caractéristiques | Caractéristiques | Caractéristiques |
| 390   | Vélizy - Europe Sud ⥋ Bourg-la-Reine RER | Vélizy - Europe Sud ⥋ Bourg-la-Reine RER                                                                                  | Vélizy - Europe Sud ⥋ Bourg-la-Reine RER                                                                                  | Vélizy - Europe Sud ⥋ Bourg-la-Reine RER                                                                                  | Vélizy - Europe Sud ⥋ Bourg-la-Reine RER                                                                                  | Vélizy - Europe Sud ⥋ Bourg-la-Reine RER                                                                                  | Vélizy - Europe Sud ⥋ Bourg-la-Reine RER                                                                                  | Vélizy - Europe Sud ⥋ Bourg-la-Reine RER                                                                                  | Vélizy - Europe Sud ⥋ Bourg-la-Reine RER                                                                                  |
| ----- | --- | --- | --- | --- | --- | --- | --- | --- | --- |
| 390   | Ouverture / Fermeture 7 janvier 1982 / — | Longueur — | Durée 35-43 min | Nb. d’arrêts 29 / 28 | Matériel Citaro Facelift Citaro C2                                                                                        | Jours de fonctionnement L, Ma, Me, J, V, S, D                                                                             | Jour / Soir / Nuit / Fêtes O / O / N / O                                                                                  | Voy. / an 1,35 millions (2 021)                                                                                           | Centre-bus Fontenay |
| 390   | Desserte : - Villes et lieux desservis : Vélizy-Villacoublay (Zone industrielle de Meudon-Vélizy, Centre commercial Westfield Vélizy 2), Meudon (Clinique de Meudon-la-Forêt), Clamart (Cimetière intercommunal, Hôpital Antoine-Béclère), Le Plessis-Robinson (Parc départemental Henri-Sellier, Cœur de Ville, Mairie, Centre chirurgical Marie-Lannelongue), Fontenay-aux-Roses (Église des Blagis), Sceaux, Bagneux, Bourg-la-Reine (Mairie). - Stations et gares desservies : Vélizy 2, Meudon-la-Forêt (à distance) et Georges Pompidou (T6), Jardin Parisien (T10), Hôpital Antoine Béclère (T6, T10), Bourg-la-Reine(RER B). | | | | | | | | |
| 390   | Autre : - Zone traversée : 3. - Arrêts non accessibles aux UFR : Georges Pompidou vers Bourg-la-Reine, Île-de-France vers Bourg-la-Reine, Cimetière Intercommunal, Jardin Parisien-Hôpital Antoine Béclère, Hôpital Béclère vers Vélizy, La Cavée, Moulin de la Tour, L'Escalier vers Vélizy, Augustin Claude vers Vélizy, Bourg-la-Reine RER arrêt terminus. - Particularités : Du lundi au samedi, la ligne fonctionne de 5 h 40 à 23 h 40. Les dimanches et fêtes, elle ne fonctionne qu'à partir de 5 h 50. À partir de 22 h 40, il ne subsiste que des services partiels pour La Cavée, depuis les deux terminus. - Mise en service du tramway T6 : : Depuis le 13 décembre 2014, le service de la ligne est limité à Europe Sud (Vélizy-Villacoublay). - Date de dernière mise à jour : 23 juillet 2025. | | | | | | | | |
| 390   | Dernière actualisation : — | | | | | | | | |
| 391   | Gare de Vanves - Malakoff ⥋ Bagneux - Pont Royal RER | Gare de Vanves - Malakoff ⥋ Bagneux - Pont Royal RER                                                                      | Gare de Vanves - Malakoff ⥋ Bagneux - Pont Royal RER                                                                      | Gare de Vanves - Malakoff ⥋ Bagneux - Pont Royal RER                                                                      | Gare de Vanves - Malakoff ⥋ Bagneux - Pont Royal RER                                                                      | Gare de Vanves - Malakoff ⥋ Bagneux - Pont Royal RER                                                                      | Gare de Vanves - Malakoff ⥋ Bagneux - Pont Royal RER                                                                      | Gare de Vanves - Malakoff ⥋ Bagneux - Pont Royal RER                                                                      | Gare de Vanves - Malakoff ⥋ Bagneux - Pont Royal RER                                                                      |
| 391   | Ouverture / Fermeture 4 mai 1996 / — | Longueur — | Durée 22-27 min | Nb. d’arrêts 23 / 21 | Matériel Citaro Facelift Urbanway 12 Hybride                                                                              | Jours de fonctionnement L, Ma, Me, J, V, S, D                                                                             | Jour / Soir / Nuit / Fêtes O / N / N / N                                                                                  | Voy. / an 0,82 millions (2 021)                                                                                           | Centre-bus Fontenay |
| 391   | Desserte : - Villes et lieux desservis : Vanves, Malakoff, Châtillon (Gare de triage SNCF), Montrouge, Bagneux (Cimetière parisien, Parc Richelieu, Mairie annexe, Centre social et culturel de la Fontaine-Gueffier, Centre de recherche Thalès, Parc paysager François-Mitterrand, Square Montesquieu, Port-Galant), Fontenay-aux-Roses, Sceaux (Mairie Annexe), Bourg-la-Reine, Cachan. - Stations et gares desservies : Gare de Vanves - Malakoff (Ligne N), Malakoff - Rue Étienne-Dolet (M 13), Châtillon - Montrouge (M 13 et T6 depuis l'arrêt Maison Blanche), Gare de Bagneux (RER B). | | | | | | | | |
| 391   | Autre : - Zones traversées : 2 et 3. - Arrêts non accessibles aux UFR : Sentier des Brugnaults, Fontaine Gueffier. - Vers Gare de Vanves - Malakoff : Cuverons. - Vers Bagneux - Pont Royal RER : (néant). - Amplitudes horaires : La ligne fonctionne tous les jours : - vers Gare de Vanves - Malakoff : avec un premier départ à 6 h 55 du lundi au dimanche et jours fériés, le dernier départ étant fixé à 22 h 30 du lundi au dimanche et jours fériés et à 22 h 40 les samedis, dimanches et fêtes de septembre à juin ; - vers Bagneux - Pont Royal RER : avec un premier départ à 6 h 23 du lundi au dimanche et jours fériés, le dernier départ étant fixé à 22 h 30 du lundi au dimanche et jours fériés et à 22 h 40 les samedis, dimanches et fêtes de septembre à juin. - Date de dernière mise à jour : 11 février 2024. | | | | | | | | |
| 391   | Dernière actualisation : — | | | | | | | | |
| 394   | Issy-Val de Seine RER ⥋ Bourg-la-Reine RER | Issy-Val de Seine RER ⥋ Bourg-la-Reine RER                                                                                | Issy-Val de Seine RER ⥋ Bourg-la-Reine RER                                                                                | Issy-Val de Seine RER ⥋ Bourg-la-Reine RER                                                                                | Issy-Val de Seine RER ⥋ Bourg-la-Reine RER                                                                                | Issy-Val de Seine RER ⥋ Bourg-la-Reine RER                                                                                | Issy-Val de Seine RER ⥋ Bourg-la-Reine RER                                                                                | Issy-Val de Seine RER ⥋ Bourg-la-Reine RER                                                                                | Issy-Val de Seine RER ⥋ Bourg-la-Reine RER                                                                                |
| 394   | Ouverture / Fermeture 1er juin 2004 / — | Longueur — | Durée 45-50 min | Nb. d’arrêts 26 | Matériel Citaro C2 | Jours de fonctionnement L, Ma, Me, J, V, S, D                                                                             | Jour / Soir / Nuit / Fêtes O / O / N / O                                                                                  | Voy. / an 1,84 millions (2 021)                                                                                           | Centre-bus Fontenay |
| 394   | Desserte : - Villes et lieux desservis : Issy-les-Moulineaux (Maison d'Eurosport, Hôpital Corentin-Celton, Fort d'Issy), Vanves (Lycée Michelet, Parc Frédéric-Pic), Malakoff, Clamart (Site de Recherche & Développement d'EDF), Châtillon (Centre de l'Office national d'études et de recherches aérospatiales), Fontenay-aux-Roses (Centre-bus RATP, Centre d'études nucléaires, Mairie, Château Sainte-Barbe), Sceaux, Bagneux, Bourg-la-Reine (Mairie). - Stations et gares desservies : Gare d'Issy-Val de Seine (RER C et T2), Corentin Celton (M 12), Gare de Clamart (Ligne N), Centre de Châtillon et Division Leclerc (T6), Gare de Fontenay-aux-Roses (RER B), Gare de Bourg-la-Reine (RER B). | | | | | | | | |
| 394   | Autre : - Zones traversées : 2 et 3. - Arrêts non accessibles aux UFR : André Salel. - Vers Issy-Val de Seine RER : Les Blagis. - Vers Bourg-la-Reine RER : (néant). - Particularités : La ligne fonctionne du lundi au samedi de 6 h 25 à 1 h environ et le dimanche de 7 h à 1 h environ. À partir de 20 h 15, les derniers services aboutissent à Stade du Panorama en venant d'Issy et à Centre bus en venant de Bourg-la-Reine. - Histoire : Le Syndicat des transports d'Île-de-France (STIF) a décidé et a cofinancé la création de la ligne à hauteur de 80 % ; le reste a été pris en charge par cinq entreprises des communes de Fontenay-aux-Roses et Clamart. Son ouverture a entraîné la décision, le 20 octobre 2004, de réaliser des aménagements de voirie estimés à 34 900 euros intégralement pris en charge par le STIF [réf. nécessaire]. - Date de dernière mise à jour : 23 juillet 2025. | | | | | | | | |
| 394   | Dernière actualisation : — | | | | | | | | |
| 395   | Le Plessis-Robinson - Pavé Blanc ⥋ Antony RER | Le Plessis-Robinson - Pavé Blanc ⥋ Antony RER                                                                             | Le Plessis-Robinson - Pavé Blanc ⥋ Antony RER                                                                             | Le Plessis-Robinson - Pavé Blanc ⥋ Antony RER                                                                             | Le Plessis-Robinson - Pavé Blanc ⥋ Antony RER                                                                             | Le Plessis-Robinson - Pavé Blanc ⥋ Antony RER                                                                             | Le Plessis-Robinson - Pavé Blanc ⥋ Antony RER                                                                             | Le Plessis-Robinson - Pavé Blanc ⥋ Antony RER                                                                             | Le Plessis-Robinson - Pavé Blanc ⥋ Antony RER                                                                             |
| 395   | Ouverture / Fermeture 1er octobre 1988 / — | Longueur — | Durée 24-30 min | Nb. d’arrêts 26 | Matériel Urbanway 12 GNV                                                                                                  | Jours de fonctionnement L, Ma, Me, J, V, S, D                                                                             | Jour / Soir / Nuit / Fêtes O / N / N / O                                                                                  | Voy. / an 1,17 millions (2 021)                                                                                           | Centre-bus Massy |
| 395   | Desserte : - Villes et lieux desservis : Le Plessis-Robinson (Parc d'activités du Plessis-Clamart (ZIPEC), Cœur de Ville, Mairie, Centre chirurgical Marie-Lannelongue), Fontenay-aux-Roses, Sceaux (Mairie, Parc de Sceaux), Châtenay-Malabry (École centrale Paris), Antony (Mairie, Centre hospitalier, Sous-préfecture des Hauts-de-Seine). - Stations et gares desservies : Pavé Blanc (T6), Noveos, Parc des Sports et Le Hameau (T10), Gare de Robinson, LaVallée (T10), Gare d'Antony (RER B et Orlyval). | | | | | | | | |
| 395   | Autre : - Zone traversée : 3. - Arrêts non accessibles aux UFR : Noveos, Parc des Sports, Le Hameau, Robert Levol, Robinson RER, LaVallée. - Vers Le Plessis-Robinson - Pavé Blanc : Le Hameau, La Poste, Cimetière d’Antony. - Vers Antony RER : L’Escalier, Edmont About, Carrefour des Mouillebœufs, Théâtre - Mairie. - Particularités : La ligne fonctionne du lundi au vendredi de 5 h 20 à 22 h, le samedi de 5 h 15 à 21 h et le dimanche de 6 h à 21 h environ. - Date de dernière mise à jour : 23 juillet 2025. | | | | | | | | |
| 395   | Dernière actualisation : — | | | | | | | | |
| 396   | Antony - La Croix de Berny RER ⥋ Robert Schuman (terminus les dimanches et jours fériés) / Marché international de Rungis | Antony - La Croix de Berny RER ⥋ Robert Schuman (terminus les dimanches et jours fériés) / Marché international de Rungis | Antony - La Croix de Berny RER ⥋ Robert Schuman (terminus les dimanches et jours fériés) / Marché international de Rungis | Antony - La Croix de Berny RER ⥋ Robert Schuman (terminus les dimanches et jours fériés) / Marché international de Rungis | Antony - La Croix de Berny RER ⥋ Robert Schuman (terminus les dimanches et jours fériés) / Marché international de Rungis | Antony - La Croix de Berny RER ⥋ Robert Schuman (terminus les dimanches et jours fériés) / Marché international de Rungis | Antony - La Croix de Berny RER ⥋ Robert Schuman (terminus les dimanches et jours fériés) / Marché international de Rungis | Antony - La Croix de Berny RER ⥋ Robert Schuman (terminus les dimanches et jours fériés) / Marché international de Rungis | Antony - La Croix de Berny RER ⥋ Robert Schuman (terminus les dimanches et jours fériés) / Marché international de Rungis |
| 396   | Ouverture / Fermeture 30 juin 1969 / — | Longueur — | Durée 30-45 min | Nb. d’arrêts 36 | Matériel Urbanway 12 GNV                                                                                                  | Jours de fonctionnement L, Ma, Me, J, V, S, D                                                                             | Jour / Soir / Nuit / Fêtes O / O / N / O                                                                                  | Voy. / an 0,65 millions (2 021)                                                                                           | Centre-bus Thiais |
| 396   | Desserte : - Villes et lieux desservis : Antony (Hôpital), Fresnes (Mairie, Zone d'activités Médicis), Rungis (Mairie, Marché international, Zone industrielle Silic) et Thiais (Centre bus RATP, Cimetière parisien, Centre commercial Belle Épine). - Stations et gares desservies : Gare de La Croix de Berny (RER B, T10 et Tvm) , Berny - Raymond Aron (Tvm depuis l’arrêt Général de Gaulle - Croix de Berny), Gare d'Antony (RER B et Orlyval depuis l’arrêt Auguste Mounié - Division Leclerc), Montjean (Tvm depuis l’arrêt Albert Roper), Robert Schuman (T7), Thiais - Orly (M 14), Gare du Pont de Rungis - Aéroport d'Orly (RER C), Alouettes (Tvm), La Belle Épine (Tvm), Le Cor de Chasse (Tvm), Chevilly-Larue (M 14, T7 et Tvm), Marché international de Rungis (Tvm). | | | | | | | | |
| 396   | Autre : - Zones traversées : 3 et 4. - Arrêts non accessibles aux UFR : Antony - La Croix de Berny RER, Lindbergh. - Vers Antony - La Croix de Berny RER : Général de Gaulle - Croix de Berny, Auguste Mounié - Division Leclerc, Robert Schuman, Rue des Quinze Arpents. - Vers Marché international de Rungis : Pont d’Antony, Lycée Les Fleurs, Mairie de Fresnes. - Amplitudes horaires : La ligne fonctionne tous les jours : - vers Antony - La Croix de Berny RER : avec un premier départ à 4 h 45 du lundi au vendredi de septembre à juin, 4 h 55 pendant les vacances scolaires et en juillet et août, 4 h 55 le samedi et 6 h 10 les dimanches et fêtes, le dernier départ étant fixé à 23 h 59 du lundi au samedi et à 22 h 47 les dimanches et fêtes ; - vers Marché international de Rungis : avec un premier départ à 5 h 22 du lundi au samedi, 6 h 10 les dimanches et fêtes de septembre à juin et pendant les vacances scolaires et 6 h 20 en juillet et août, le dernier départ étant fixé à 23 h 20 du lundi au dimanche et jours fériés. - Particularités : Tous les dimanches et jours fériés, la ligne est exploitée uniquement entre Antony - La Croix de Berny RER ↔ Robert Schuman. - Date de dernière mise à jour : 19 juillet 2024. | | | | | | | | |
| 396   | Dernière actualisation : — | | | | | | | | |
| 399   | Massy - Palaiseau RER ⥋ Juvisy RER | Massy - Palaiseau RER ⥋ Juvisy RER                                                                                        | Massy - Palaiseau RER ⥋ Juvisy RER                                                                                        | Massy - Palaiseau RER ⥋ Juvisy RER                                                                                        | Massy - Palaiseau RER ⥋ Juvisy RER                                                                                        | Massy - Palaiseau RER ⥋ Juvisy RER                                                                                        | Massy - Palaiseau RER ⥋ Juvisy RER                                                                                        | Massy - Palaiseau RER ⥋ Juvisy RER                                                                                        | Massy - Palaiseau RER ⥋ Juvisy RER                                                                                        |
| 399   | Ouverture / Fermeture 1er juin 1993 / — | Longueur 16 km | Durée 38-60 min | Nb. d’arrêts 33 | Matériel Lion's City GNV                                                                                                  | Jours de fonctionnement L, Ma, Me, J, V, S, D                                                                             | Jour / Soir / Nuit / Fêtes O / O / N / O                                                                                  | Voy. / an 3,36 millions (2 021)                                                                                           | Centre-bus Massy |
| 399   | Desserte : - Villes et lieux desservis : Massy (Mairie, Parc urbain Georges-Brassens), Chilly-Mazarin, Morangis (Mairie), Paray-Vieille-Poste, Athis-Mons (La Belle Étoile), Juvisy-sur-Orge. - Stations et gares desservies : Gare de Massy - Palaiseau (RER B, RER C et Ligne V), Gare de Massy TGV, Gare de Juvisy (RER C et RER D). | | | | | | | | |
| 399   | Autre : - Zone traversée : 4. - Arrêts non accessibles aux UFR: Chemin des Femmes, Le Stade, Rue de la Paix, Cité Mozart, Docteur Guérin. - Vers Massy - Palaiseau RER : Massy Palaiseau, La Tuilerie, Belle Étoile, Sembat. - Vers Juvisy RER : Belle Étoile - La Pompe, La Plaine, Albert Sarraut, Coubertin. - Amplitudes horaires : La ligne est exploitée du lundi au vendredi de 5 h 5 à 1 h 10, le samedi à partir de 4 h 40 et les dimanches et fêtes à partir de 6 h. - Particularités : depuis l'achèvement des travaux de rénovation (fin novembre 2019) de la gare routière jouxtant la gare de Juvisy, la ligne retrouve son terminus originel à Juvisy RER. - Date de dernière mise à jour : 27 juin 2024. | | | | | | | | |
| 399   | Dernière actualisation : — | | | | | | | | |